# Boulevard Saint-Michel (Paris)
Pour les articles homonymes, voir Boulevard Saint-Michel.
Le boulevard Saint-Michel est une voie de Paris séparant les 5e et 6e arrondissements depuis la Seine jusqu'au quartier de Port-Royal.

## Situation et accès

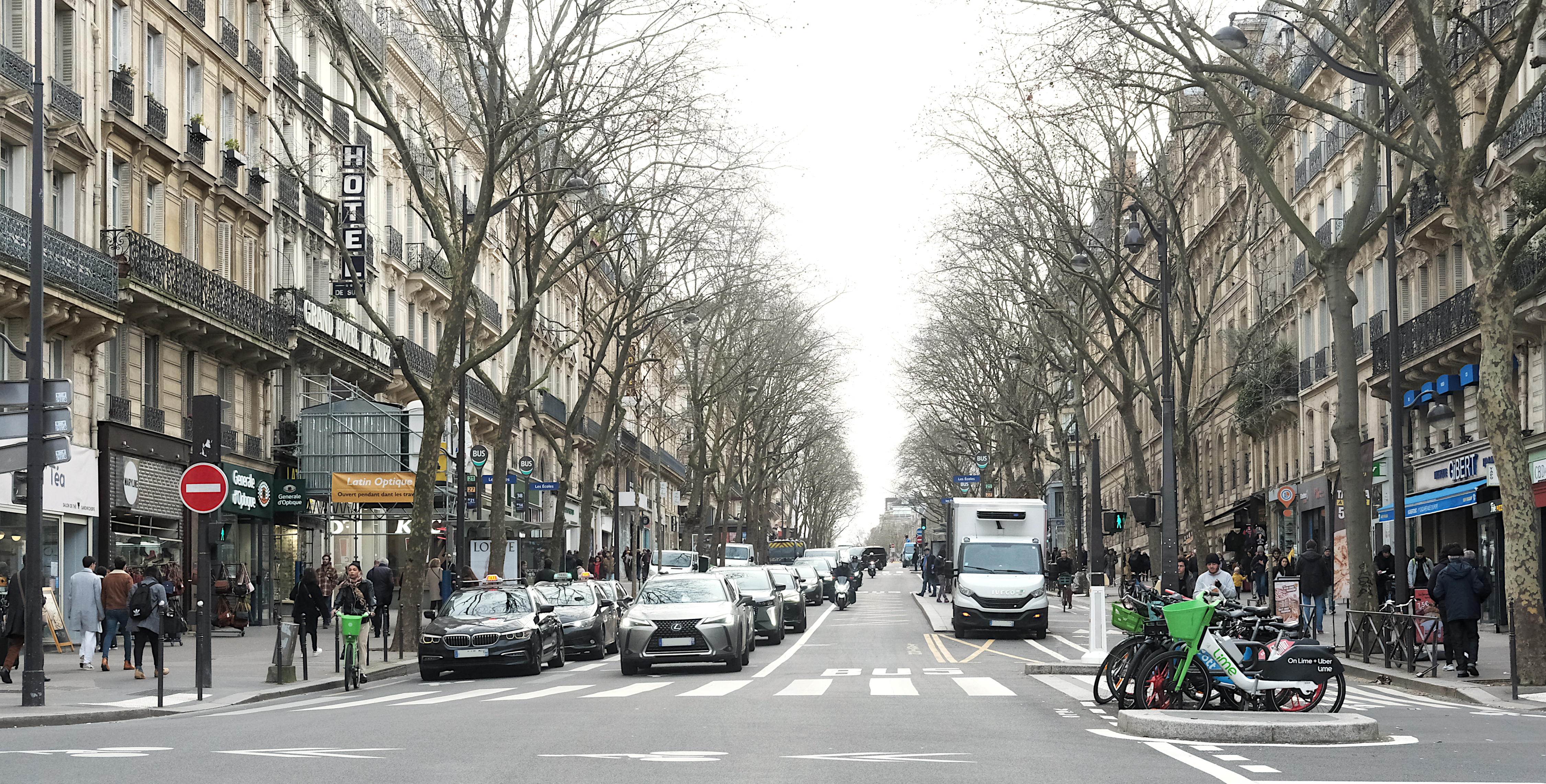
Le boulevard Saint-Michel entre la rue des Écoles et la rue Soufflot (partie sud).

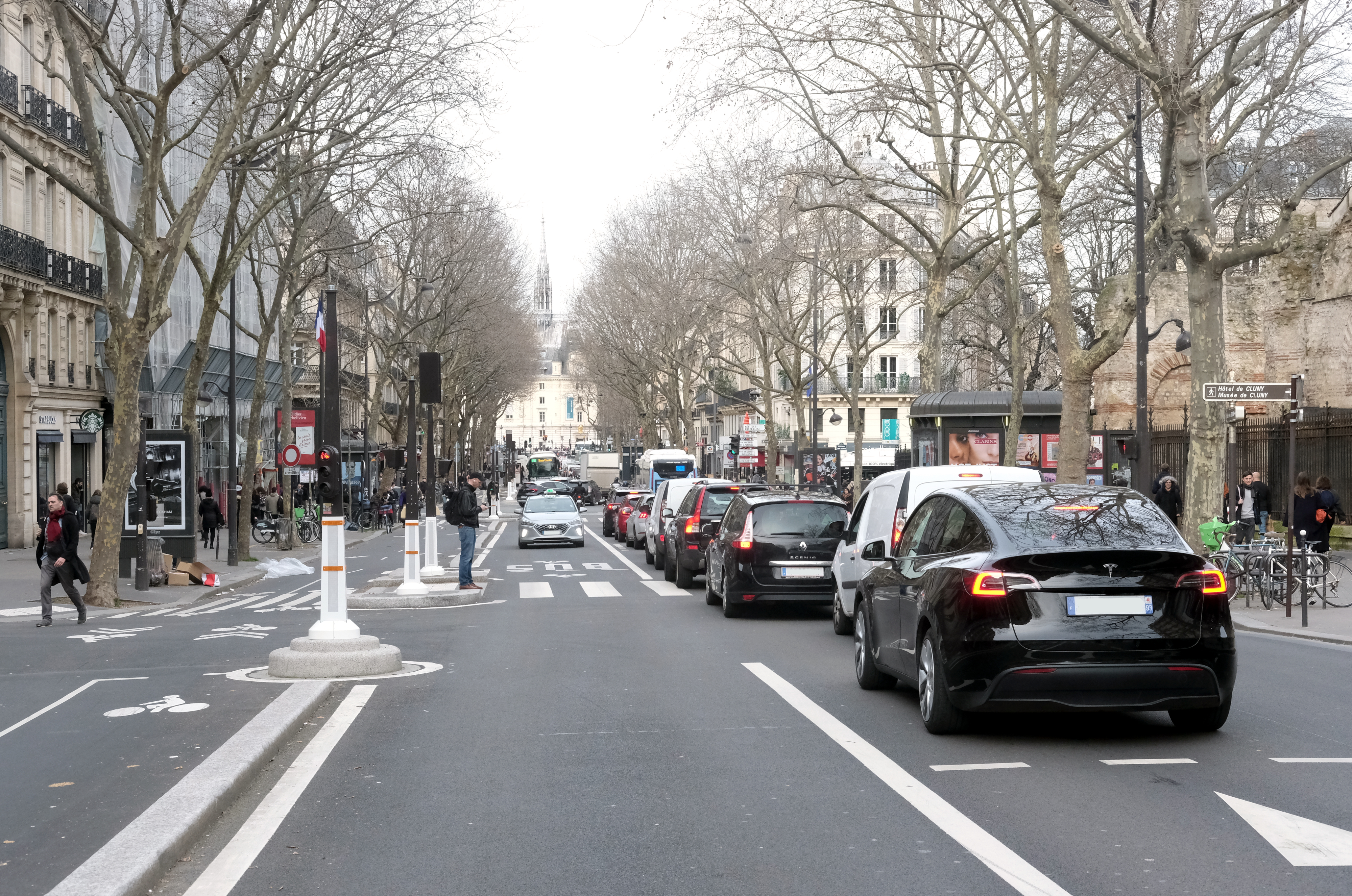
Le boulevard Saint-Michel entre la rue des Écoles et la place Saint-Michel (partie nord).

Le boulevard s'étend du pont Saint-Michel à l'avenue de l'Observatoire. Il est appelé familièrement « Boul’Mich’ », par contraction de « boulevard Saint Michel », qui lui fut jadis conféré par les étudiants, peut-être par anticléricalisme.
C'est la partie nord du boulevard qui est aujourd'hui la plus animée, grâce à ses nombreuses librairies et boutiques de vêtements, dont la librairie Gibert Joseph.
Il longe le jardin du Luxembourg.
Il donne notamment accès à l'entrée principale de la Sorbonne et du square Samuel-Paty, via la rue des Écoles, ainsi qu'au musée de Cluny, via la rue Du Sommerard.

## Origine du nom
Cette voie doit son nom au pont Saint-Michel à laquelle elle mène et qui était situé au voisinage de la chapelle Saint-Michel-du-Palais.

## Historique

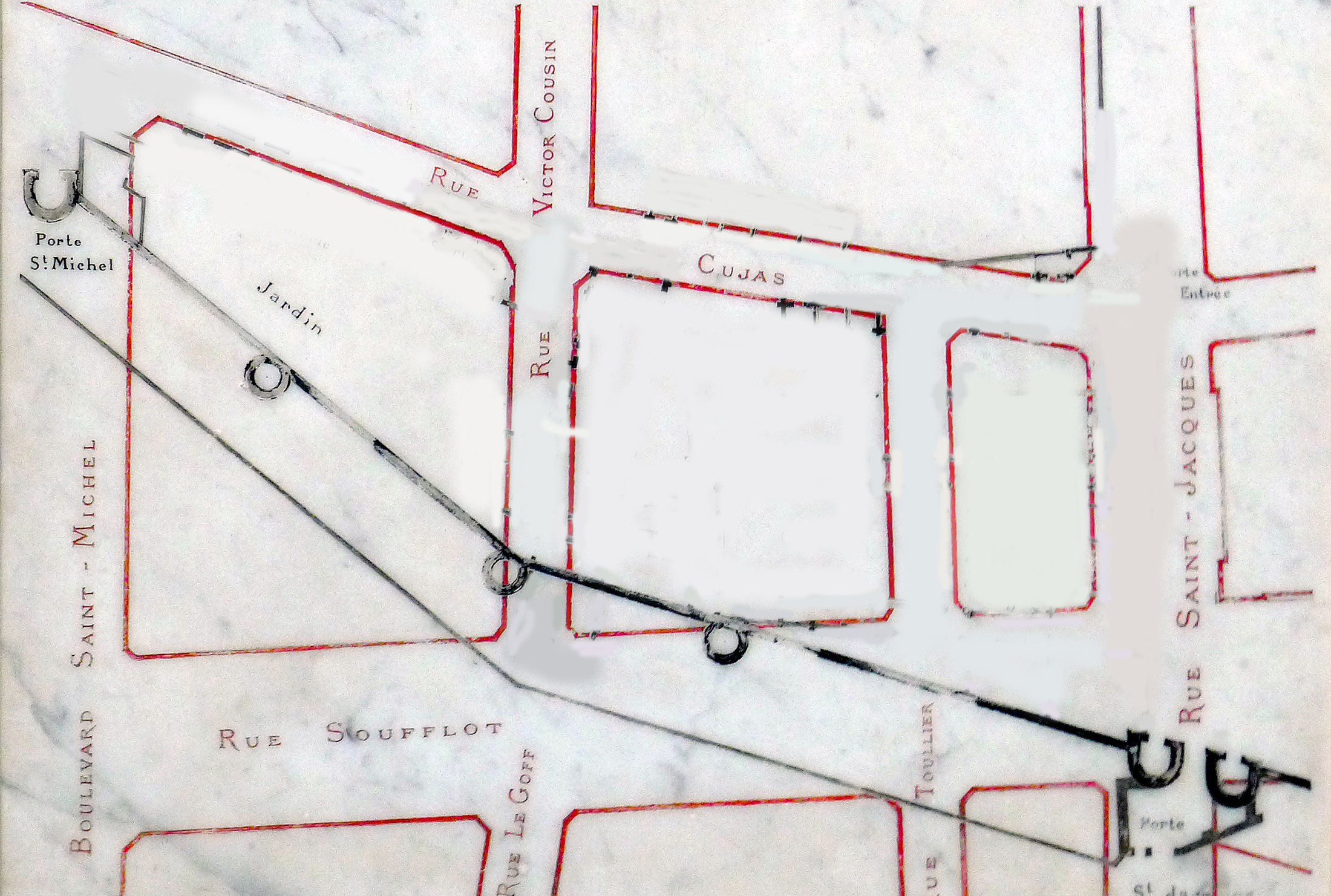
Schéma illustrant l'emplacement de l'ancienne porte Saint-Michel (à gauche de l'image), précédemment appelée porte d'Enfer.

Le boulevard Saint-Michel fut percé suivant les directives du baron Haussmann au XIXe siècle, parallèlement à la rue Saint-Jacques qui marque l'axe nord-sud historique. En 1855, un décret déclare d'utilité publique la création du boulevard Saint-Germain et le redressement et l'élargissement à trente mètres de la rue de la Harpe — qui finissait alors sur la place Saint-Michel, au carrefour de la rue Saint-Hyacinthe-Saint-Michel et de la rue d'Enfer —, destinée à prolonger le boulevard du Centre (actuel boulevard de Sébastopol) sur la rive gauche.
Le 3 mai 1858, la ville de Paris et l'État signent une convention prévoyant l'exécution dans un délai de dix ans, à partir du 1er janvier 1859, du prolongement du boulevard de Sébastopol à travers à l'île de la Cité (actuel boulevard du Palais) et entre la place Saint-Michel et le carrefour de l'Observatoire,.
Le prolongement du boulevard Sébastopol (rive gauche), de la place Saint-Michel au carrefour de l'Observatoire, par l'élargissement à 30 mètres de la rue d'Enfer et de la rue de l'Est et l'isolement du jardin du Luxembourg du côté de la rue d'Enfer est déclaré d'utilité publique le 30 juillet 1859.
À l’approche de l’ancienne porte d'Enfer, débouché de la rue Monsieur-le-Prince, un déblai de 2 mètres de haut a été nécessaire,.
Le percement du boulevard entraîne la disparition partielle ou complète d'un certain nombre de rues existantes, telles la rue Mâcon, la rue Poupée et la rue Percée-Saint-André.
Il constituait, avec le boulevard de Sébastopol, le nouveau grand axe nord-sud de la capitale et fut tout d'abord appelé « boulevard de Sébastopol rive gauche » avant de changer de nom en 1867,.
En juillet 1880, un affaissement du sol dans une zone d'anciennes carrières a pour effet la formation d'un gouffre de 11 mètres de profondeur sous les immeubles portant les nos 79 et 81 (voir ci-dessous).
Le 30 janvier 1918, durant la Première Guerre mondiale, le no 60 boulevard Saint-Michel est touché lors d'un raid effectué par des avions allemands. Une plaque commémorative y rappelle cet événement, ainsi qu'au no 81.
En décembre 1958, entre 6000 et 7000 manifestants étudiants du Quartier latin qui voulaient marcher en direction du palais Bourbon sont stoppés par des gardiens de la paix au carrefour des boulevards Saint-Michel et Saint-Germain. Peu après, l'Assemblée nationale vote à l'unanimité un vœu condamnant des violences policières.
En mai 68, de par sa proximité avec la Sorbonne, le « boul' Mich' » est l'un des principaux lieux d'affrontement entre la police et les étudiants. Il a été bloqué de barricades et de fourgons de CRS pendant plus d'un mois.

Quelques vues historiques
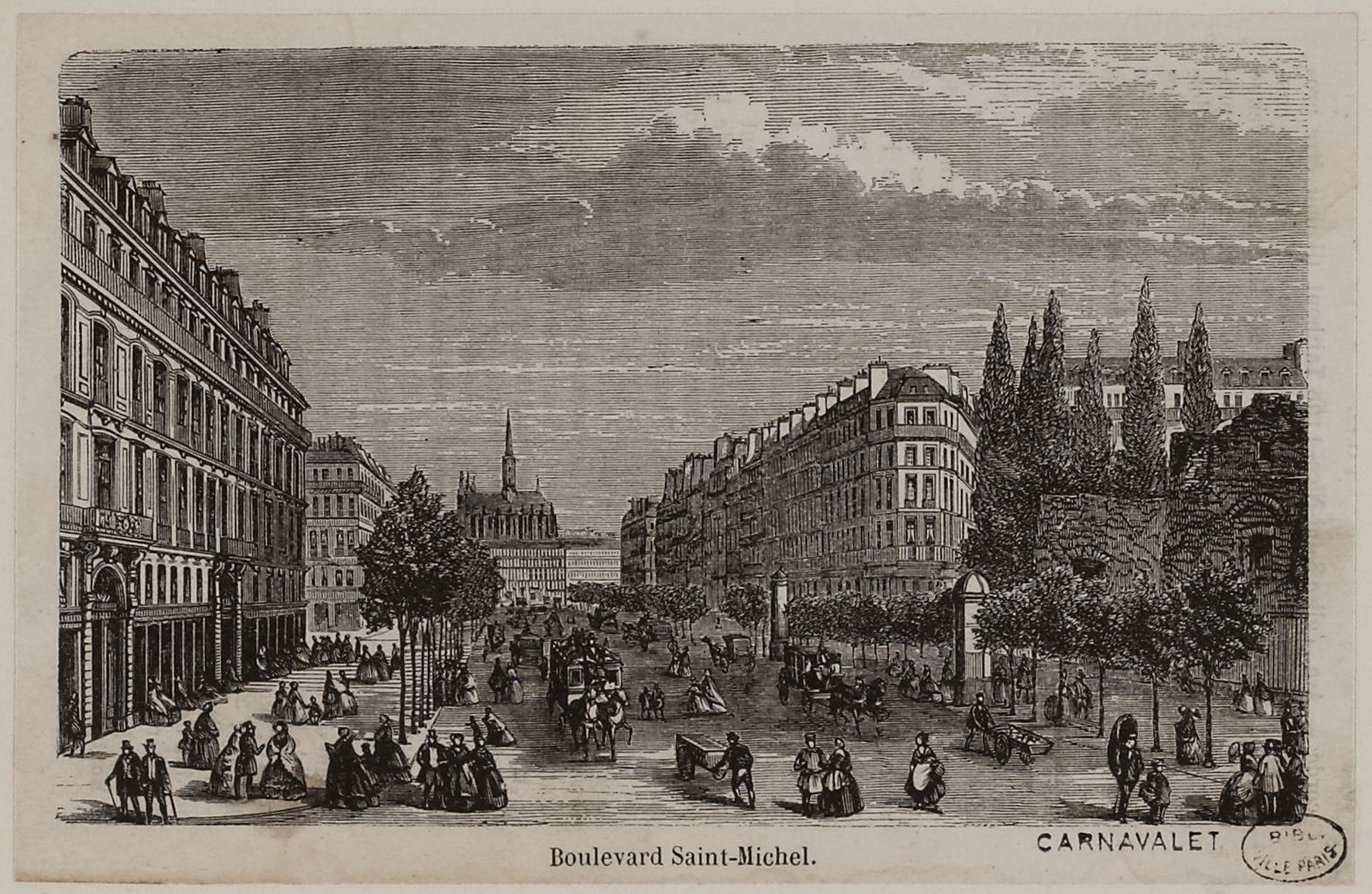
Boulevard Saint-Michel au XIXe siècle.
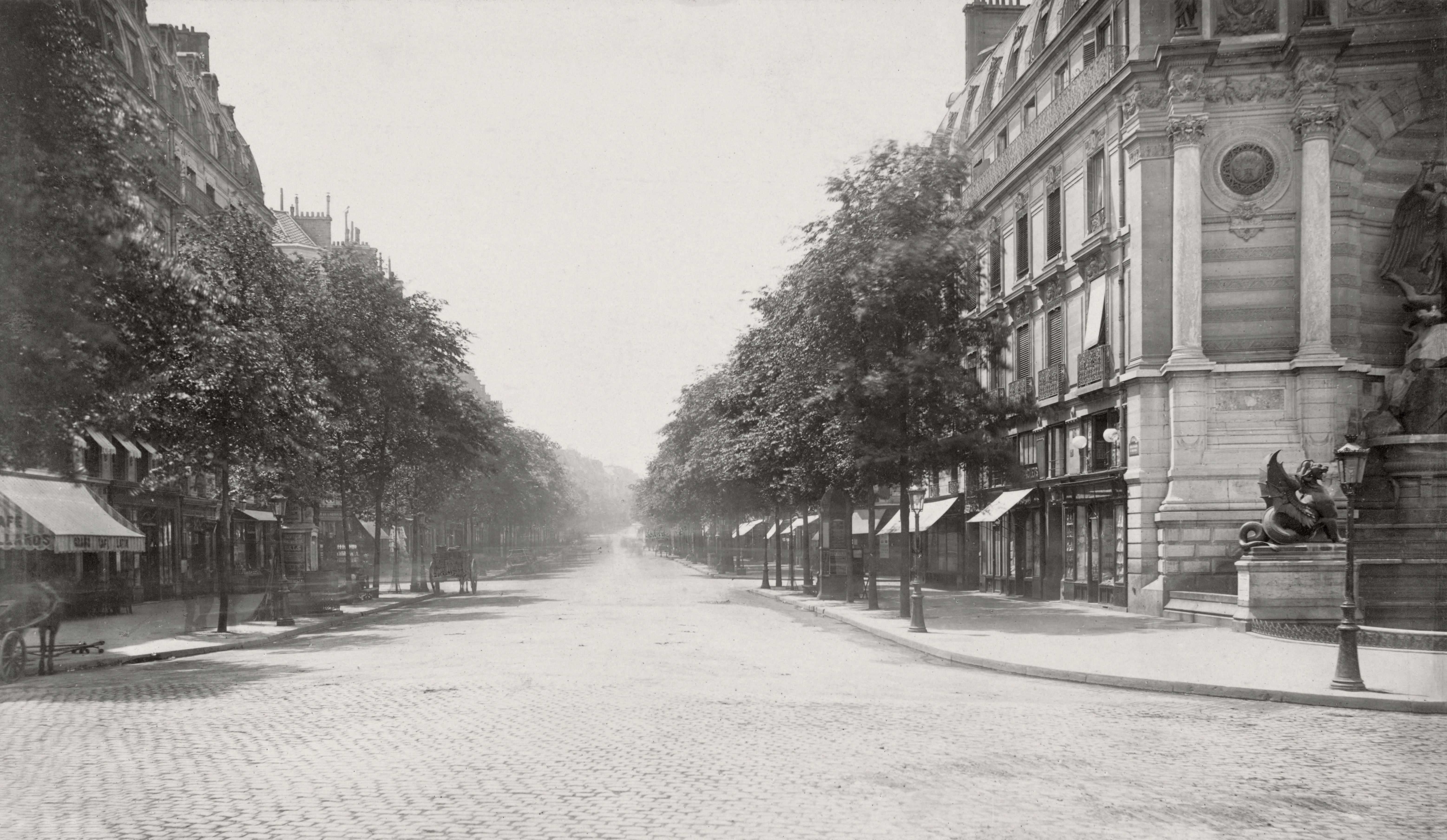
Le boulevard vers 1860-1870, à hauteur de la place Saint-Michel (photographie de Charles Marville).
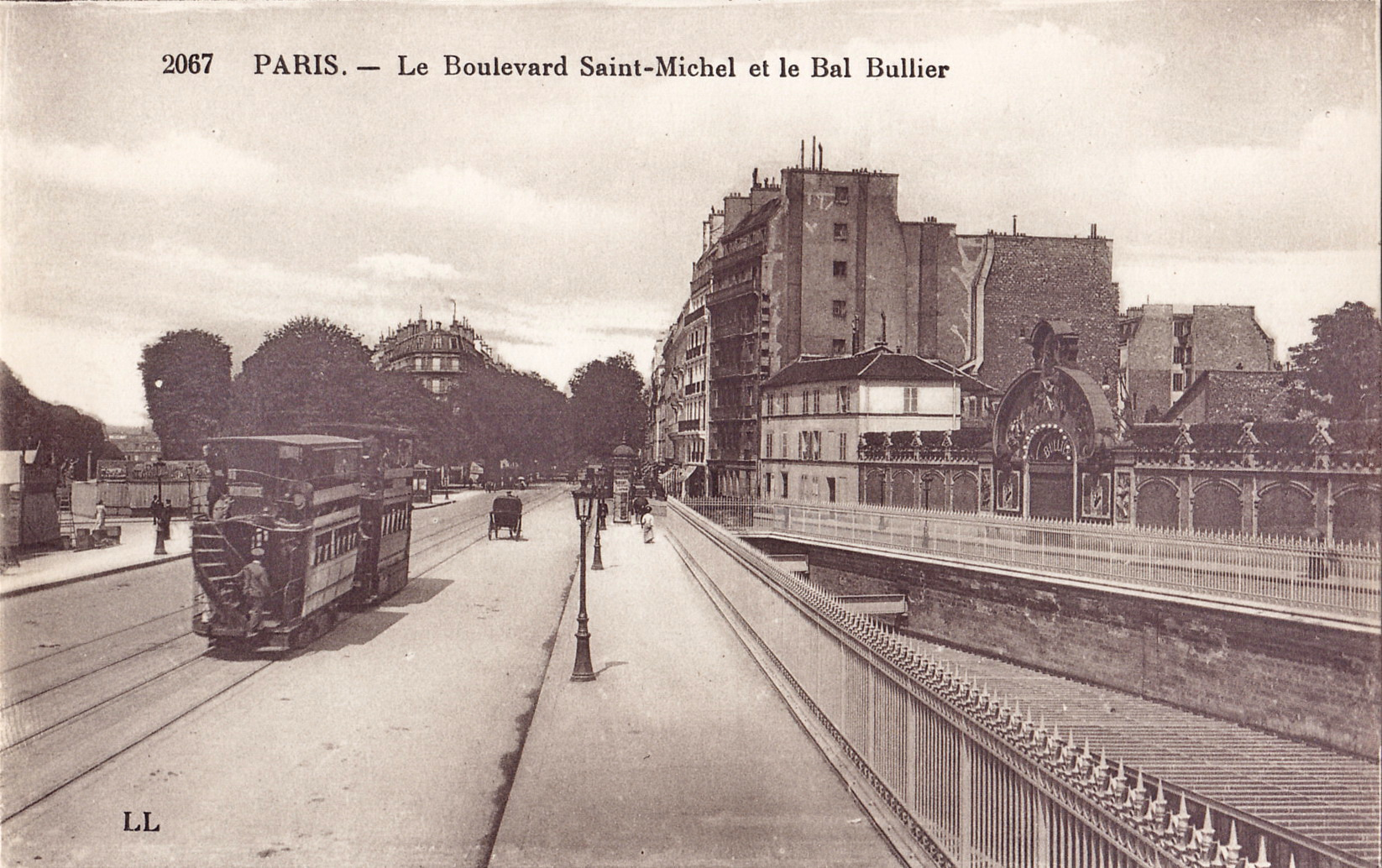
Le haut du boulevard, à la hauteur de la gare de Port-Royal et du bal Bullier, avant la Première Guerre mondiale, et à l'époque des tramways parisiens.
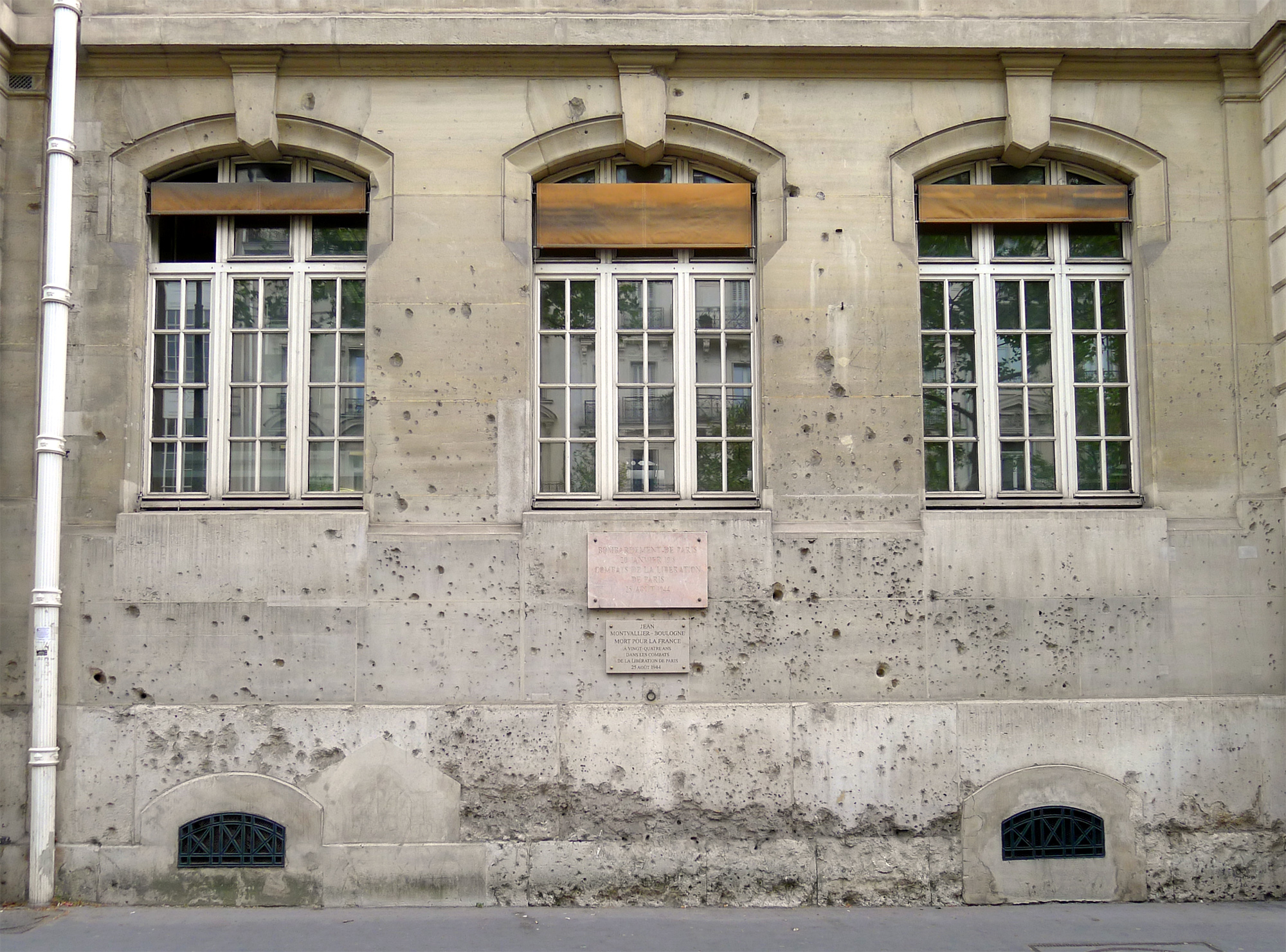
Traces des combats de la libération de Paris sur les murs de l'École des mines du boulevard Saint-Michel.

## L’extension jusqu’à la mer
Un candidat politique nommé Duconnaud proposa en 1928, en guise de promesse électorale, de prolonger le boulevard Saint-Michel jusqu'à la mer. L'idée fut ensuite reprise par Ferdinand Lop qui aurait, à la suite d'une question de savoir par quel bout il serait prolongé, répondit non sans panache : « Il sera prolongé jusqu'à la mer par les deux bouts »,.

## Bâtiments remarquables et lieux de mémoire
Les principaux édifices du boulevard Saint-Michel sont :
- Les vestiges des thermes de Cluny (Ier siècle ou IIe siècle).
- Angle No 2, rue Racine et rue de l'École-de-Médecine : l'hôtel des Étrangers fut le lieu de réunion du Cercle des poètes zutiques.
- No 5 : immeuble de rapport de l’architecte Benjamin Tremblay, acheté en 1867 par l’archéologue Heinrich Schliemann, découvreur de Troie[15].
- No 22 : l'une des entrées de l'ancien siège des éditions Hachette.
- No 27 : ancien Café Vachette (disparu)[16].
- No 31 : le révolutionnaire, écrivain et historien bulgare Zahari Stoyanov y meurt le 2 septembre 1889.
- No 34 : annexe de la librairie Gibert Joseph depuis 1996.
En 1938, le cinéma Le Latin ouvre à cet emplacement, précédemment occupé par un restaurant. Doté de 400 places, comportant un balcon, ce cinema est d'abord spécialisé dans les actualités et les courts-métrages puis dans les films policiers. En mai 68, une barricade est dressée à proximité. En 1972, il se reconvertit dans le cinéma pornographique, plus lucratif. La désaffection du genre dans les salles conduit à sa fermeture en septembre 1994. Deux ans plus tard ouvre l'annexe de la libraire Gibert Joseph[17], toujours présente en 2021.
- No 43 : la cinéaste Maria Koleva y vivait de 1973 à son hospitalisation en 2024[18].
- No 44 : le lycée Saint-Louis.
- Nos 51 et 53 : entre ces deux numéros, la rue Cujas aboutit sur le côté est du boulevard Saint-Michel. Celui-ci passe un peu plus au sud par l'emplacement occupé du XIIIe siècle à 1684 par la porte d'Enfer (ou de Saint-Michel) de l'enceinte de Philippe Auguste. Cette porte de ville fortifiée, qui marquait, côté extra-muros, le point de départ de la rue du même nom en direction du sud, ayant pris le nom de porte Saint-Michel à la fin du XVe siècle, on donna ce nom au carrefour qui fut aménagé à sa place à la fin du XVIIe siècle et disparut à son tour dans les années 1860.

Après l'intersection avec le carrefour giratoire de la place Edmond-Rostand (à l'ouest), orné d'une fontaine, et la rue Soufflot (côté est), le boulevard longe les grilles du jardin du Luxembourg.

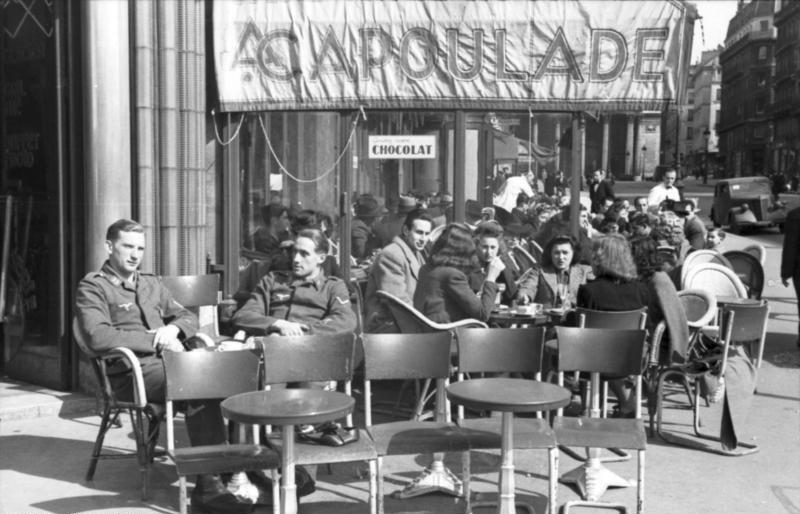
Soldats allemands sur la terrasse du café Capoulade, en mars 1943.

- Nos 60-62 : hôtel de Vendôme, site principal de l'École des mines de Paris.
À cet emplacement, en 1265, l’Hôtel-Dieu reçu en donation un terrain sur lequel se tenait un moulin à vent, considéré comme le premier construit à Paris[19].
- No 63, faisant angle avec la rue Soufflot : ancien café Capoulade qui vit, le 10 février 1934, la création du groupe Nicolas Bourbaki, composé de mathématiciens (plaque commémorative)[20]. Figure emblématique du boulevard Saint-Michel (voir supra), l’homme politique et fantaisiste Ferdinand Lop harangue les passants depuis la terrasse, dans les années 1960[21].
- Nos 64 et 64 bis : immeubles relevant du patrimoine immobilier affecté au Sénat[22].
- No 64 : immeuble occupé par la conservation des Jardins du Luxembourg, dont le personnel dispense dans le pavillon Davioud (au sud-ouest du jardin) les cours gratuits de l'École d'horticulture du jardin du Luxembourg. Celle-ci fut ouverte en 1809 sur l'ancienne pépinière impériale du Luxembourg, à l'emplacement de celle des Chartreux[23].
Une plaque indique que le poète Leconte de Lisle (1818-1894) habita cette maison de 1872 à sa mort.
- No 65 : emplacement du Café Mathieu. L’éditeur Bernard Grasset organise des réunions d’écrivains, à partir de 1938. Jean-Paul Sartre, Simone de Beauvoir et Jean-Luc Godard fréquentent l’établissement. Jean Eustache, dans La Maman et la Putain, évoque le café[21].
- No 69 : à l’angle avec la rue Gay-Lussac était située l’entrée de la station de la ligne de Sceaux, appelée gare Médicis. Elle était surmontée d’un auvent métallique et d’une horloge[15].
- Nos 79 et 81 : immeubles haussmanniens situés dans une zone d'anciennes carrières ayant fait l'objet d'une consolidation au moyen de piliers prenant pied au sol même de la galerie située en dessus. Cette mesure conservatrice et de mise en sécurité des occupants a été prise et mise en exécution après un affaissement du sol et un effondrement spectaculaire qui se sont produits dans l'après-midi du 30 juillet 1880, par temps d'orage, avec formation d'un gouffre de 18 mètres de long, de 7 mètres de large et de 11 mètres de profondeur. Malgré l'éboulement des fondations des façades de ces deux immeubles, les parties supérieures, suspendues sur le vide, étaient restées intactes, par un hasard extraordinaire[24].
- No 87 : Édouard Branly (1844-1940) y demeure de 1928 à sa mort[25],[26],[Note 1],[27]
- No 91 : l'actrice de cinéma muet Maryse Dauvray (1891-après 1927), y demeure lors de son mariage en 1918[28]
- No 93 : Foyer international des étudiantes. En 2019, une plaque est apposée en hommage à sa fondatrice, Grace Whitney Hoff.
- No 95 : immeuble de la première moitié du XIXe siècle[29] au rez-de-chaussée duquel logea le compositeur César Franck (1822-1890), de 1865 jusqu'à sa mort.
La photographe Germaine Krull (1897-1985) y habita et y eut son studio au début des années 1930[30],[31].
- Nos 101 et 103 : place Louis-Marin, aménagée en 1967 sur le terre-plein devant ces deux immeubles et ornée de la fontaine de la Guérison. Située à hauteur de la rue Auguste-Comte, elle est délimitée à l'ouest par le boulevard. Sur le côté opposé aboutit la rue de l'Abbé-de-L'Épée. Au sud s'embranche une section de l'ancienne rue d'Enfer qui subsiste sous la dénomination rue Henri-Barbusse.

- No 111 : immeuble signé ROSET & BOILLAT ARCHITECTES 1909 (au premier étage à droite, entre deux fenêtres), abritant le Centre culturel d'Égypte au rez-de-chaussée.
- No 115 (anciennement No 7, rue de l'Est) : site de construction du futur Centre culturel marocain[32] (Oualalouchoi + Choi architectes[33]) commandité par l'ambassade du Maroc en France.
Il occupe l'emplacement d'une ancienne maison d'artistes démolie en 2018 qui datait d'au moins 1827[34] comprenant deux ateliers — de peinture au quatrième étage, de sculpture au rez-de-chaussée — et un décor orientalisant, aménagé en 1865 par le sculpteur Charles Cordier pour mettre en scène ses œuvres lors de la vente de sa collection. Cette maison a accueilli de nombreux artistes avant d'abriter à partir de 1957 et jusqu'aux années 1980 le siège de l'Association des étudiants musulmans nord-africains (AEMNA).
Liste des principaux artistes y ayant travaillé de 1827 à 1948 (par année de naissance) :
  - Pierre Cartellier (1757–1831), sculpteur, décédé en sa maison, rue de l'Est, No 7[35]
  - Jean-Baptiste-Louis Roman[36],[37] (1792–1835), sculpteur ;
  - Louis Petitot[38],[37] (1794–1862), sculpteur ;
  - Bernard-Gabriel Seurre[39],[37] (1795–1867), sculpteur ;
  - Julien Léopold Boilly[40] (1796–1874), peintre et lithographe ;
  - Charles-Marie-Émile Seurre[37] (1798–1858), sculpteur ;
  - Eugène Devéria[41],[42],[43] (1805–1865), peintre (atelier du quatrième étage[44], il y peignit La naissance de Henri IV[45], présenté au salon de 1827[46]) ;
  - Louis Boulanger[43],[47] (1806–1867), peintre (atelier du quatrième étage, il y peignit Le supplice de Mazeppa, présenté au salon de 1827[48]) ;
  - Gustave Flaubert[49] (1821–1880), écrivain ;
  - Charles Cordier (1827–1905), sculpteur (atelier du rez-de-chaussée) ;
  - Alexandre Falguière[50] (1831–1900), peintre et sculpteur ;
  - Henri Regnault[45] (1843–1871), peintre (atelier du quatrième étage[44]) ;
  - Georges Clairin[45] (1843–1919), peintre (atelier du quatrième étage[44]) ;
  - Antonin Mercié (1845–1916), peintre et sculpteur (atelier du rez-de-chaussée[44]) ;
  - Luc-Olivier Merson (1846–1920), peintre (atelier du quatrième étage[44]) ;
  - Étienne Buffet (1866–1948), peintre (atelier du quatrième étage[44]) ;
  - William Laparra (1873–1920), peintre (atelier du quatrième étage).
- No 133 : le peintre Guillaume Fouace y vécut de 1885 à 1887[51].

### Emplacements non localisés
- Lucien Rudaux (1874-1947) était domicilié boulevard Saint-Michel.
- Claude Rich (1929-2017) y a habité dans sa jeunesse[52].

### Galerie

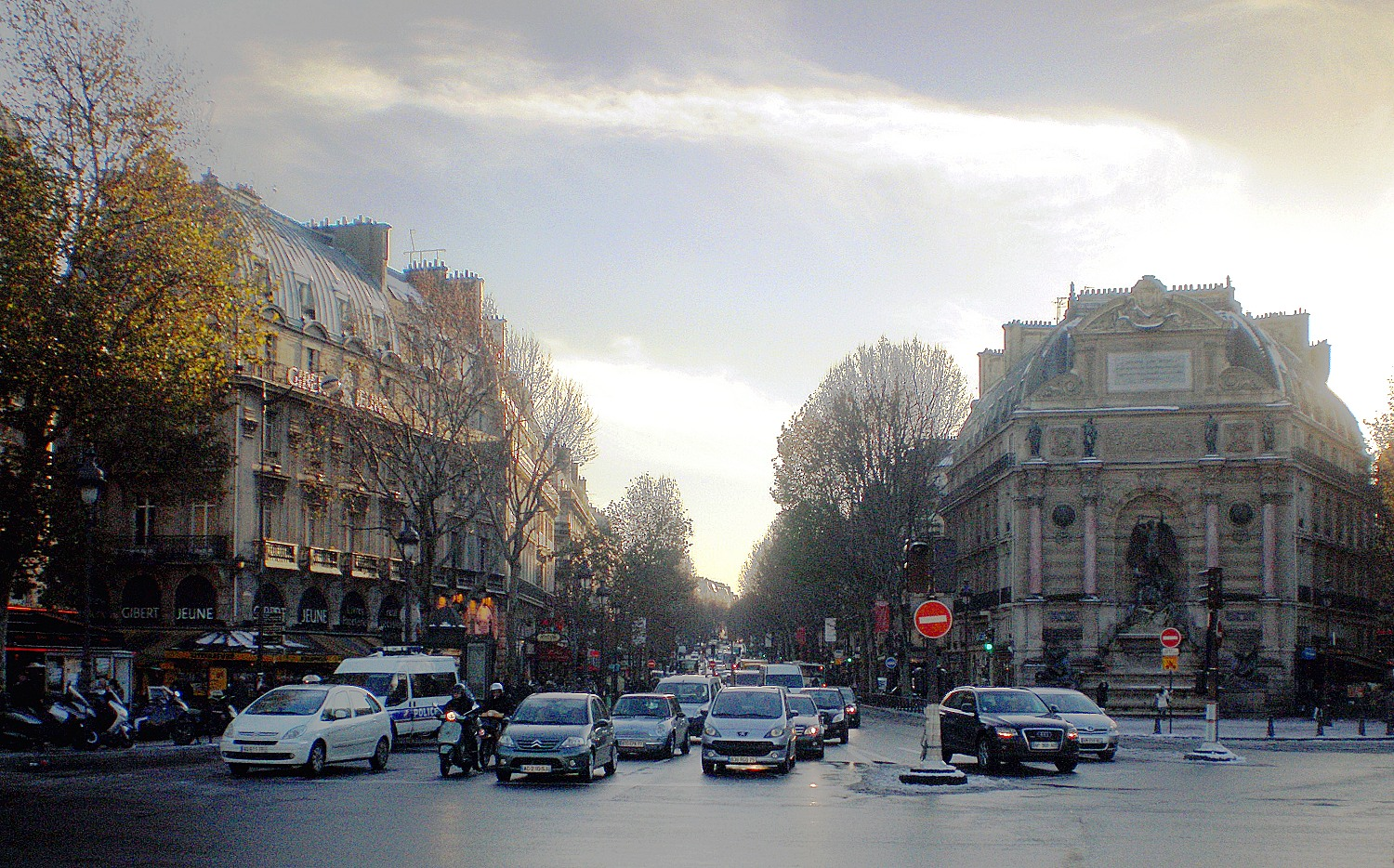
Boulevard Saint-Michel vu du pont Saint-Michel.
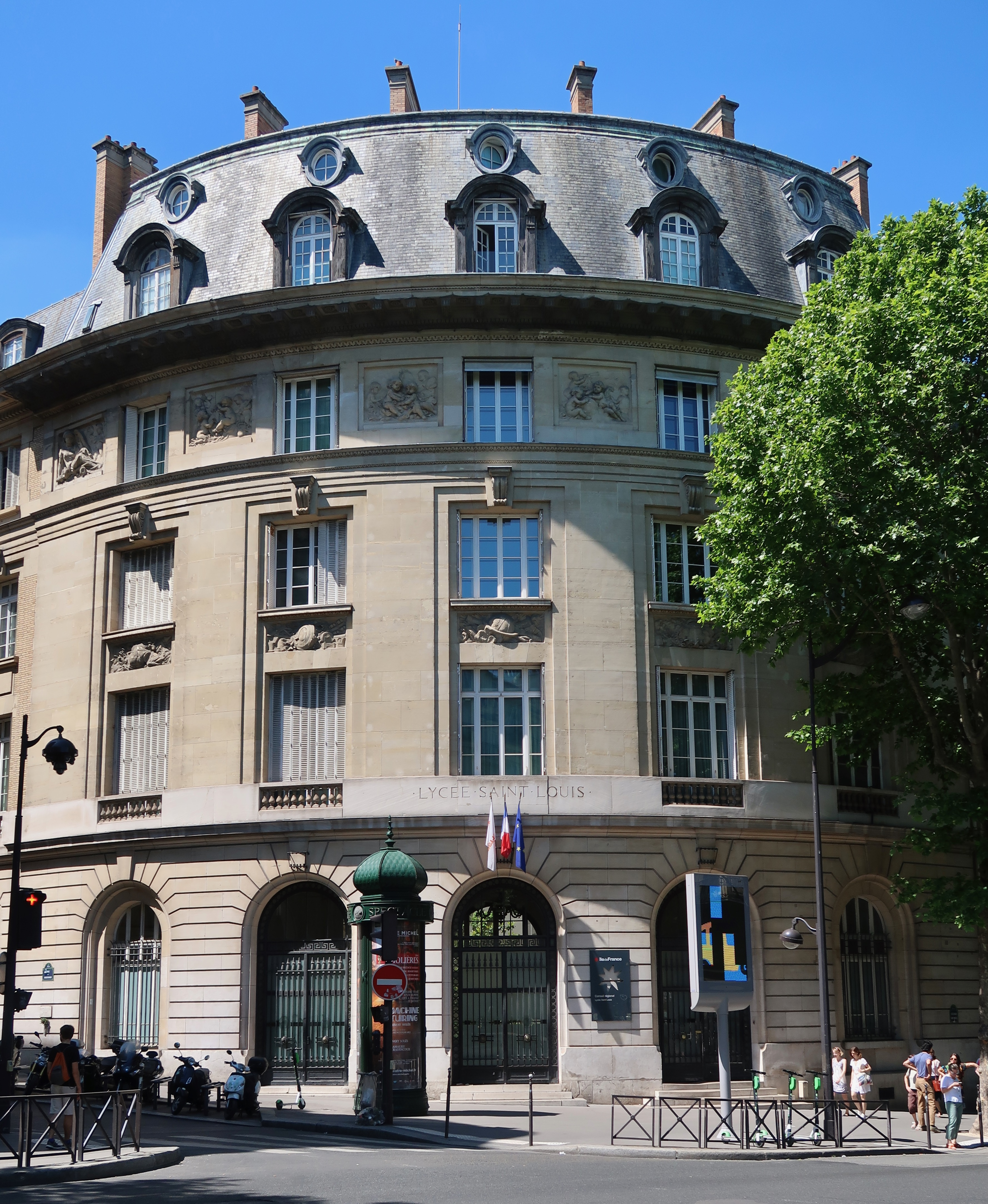
No 44 : lycée Saint-Louis.
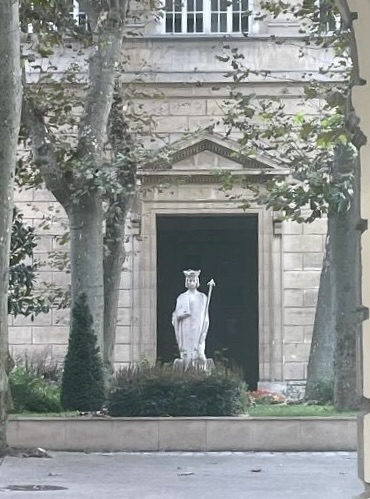
Statue de Saint-Louis dans la cour d'honneur du lycée.
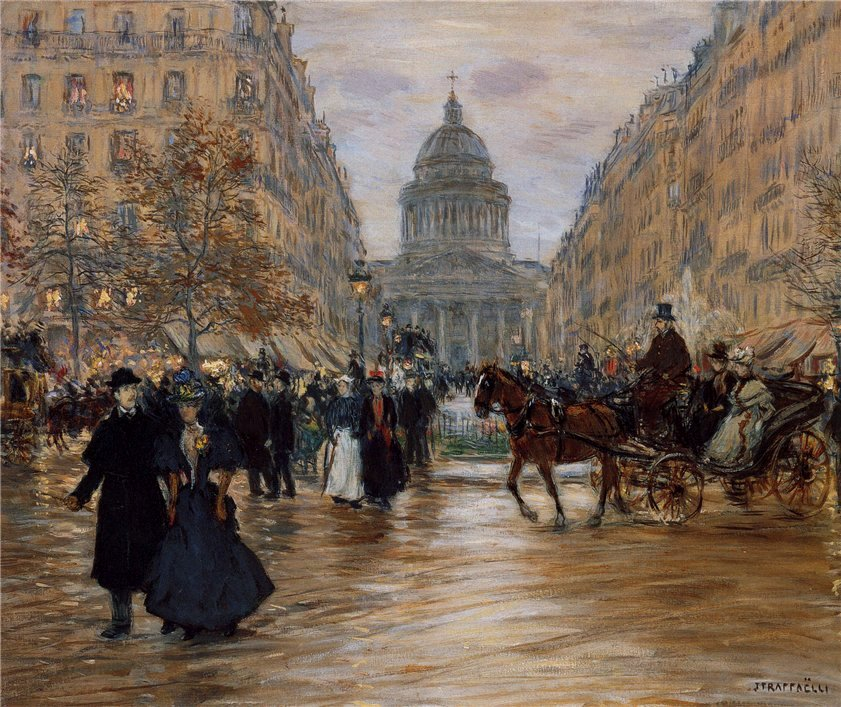
Peinture de Jean-François Raffaëlli du boulevard Saint-Michel, au croisement avec la rue Soufflot (1918).
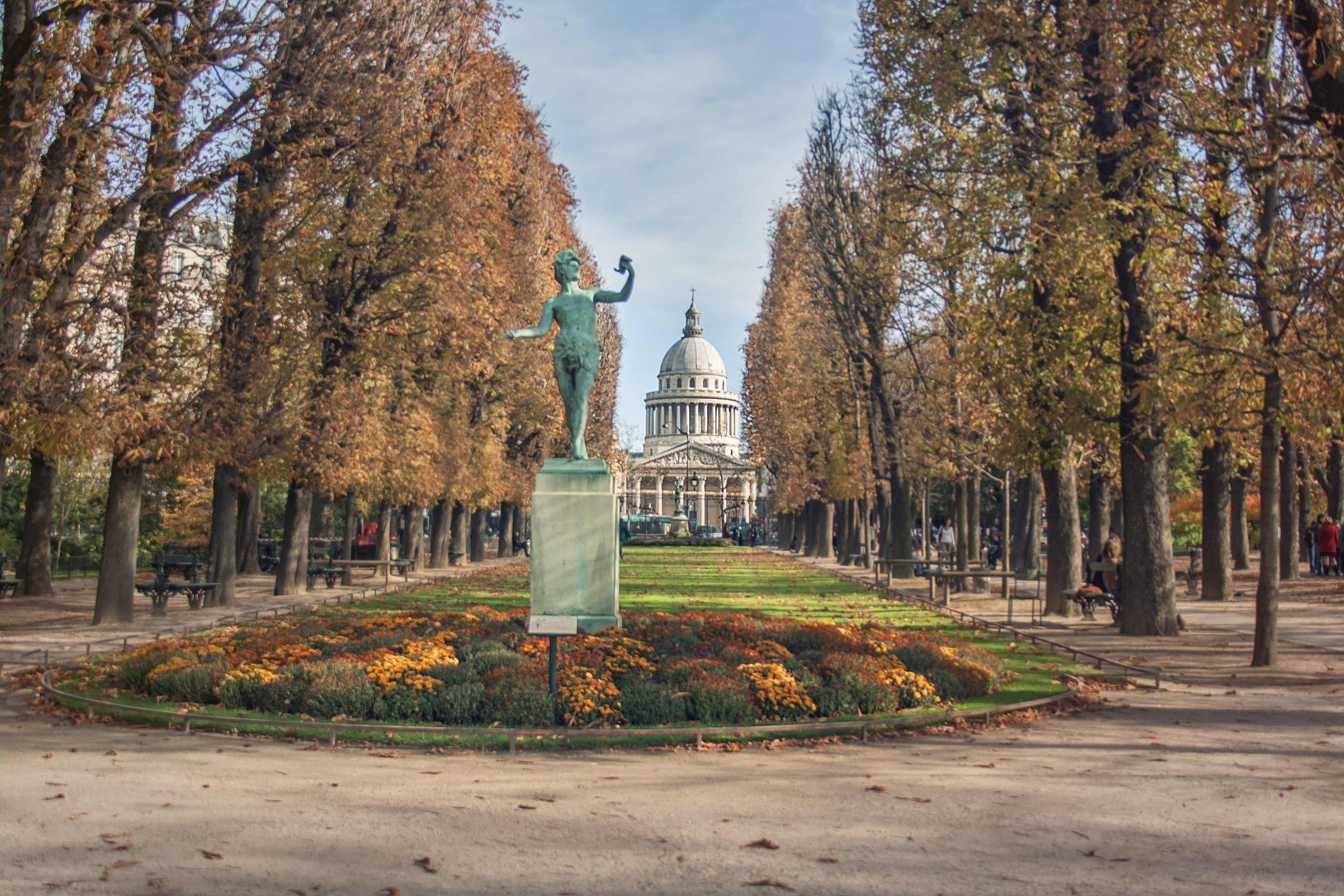
Le jardin du Luxembourg, perspective en direction du boulevard Saint-Michel.
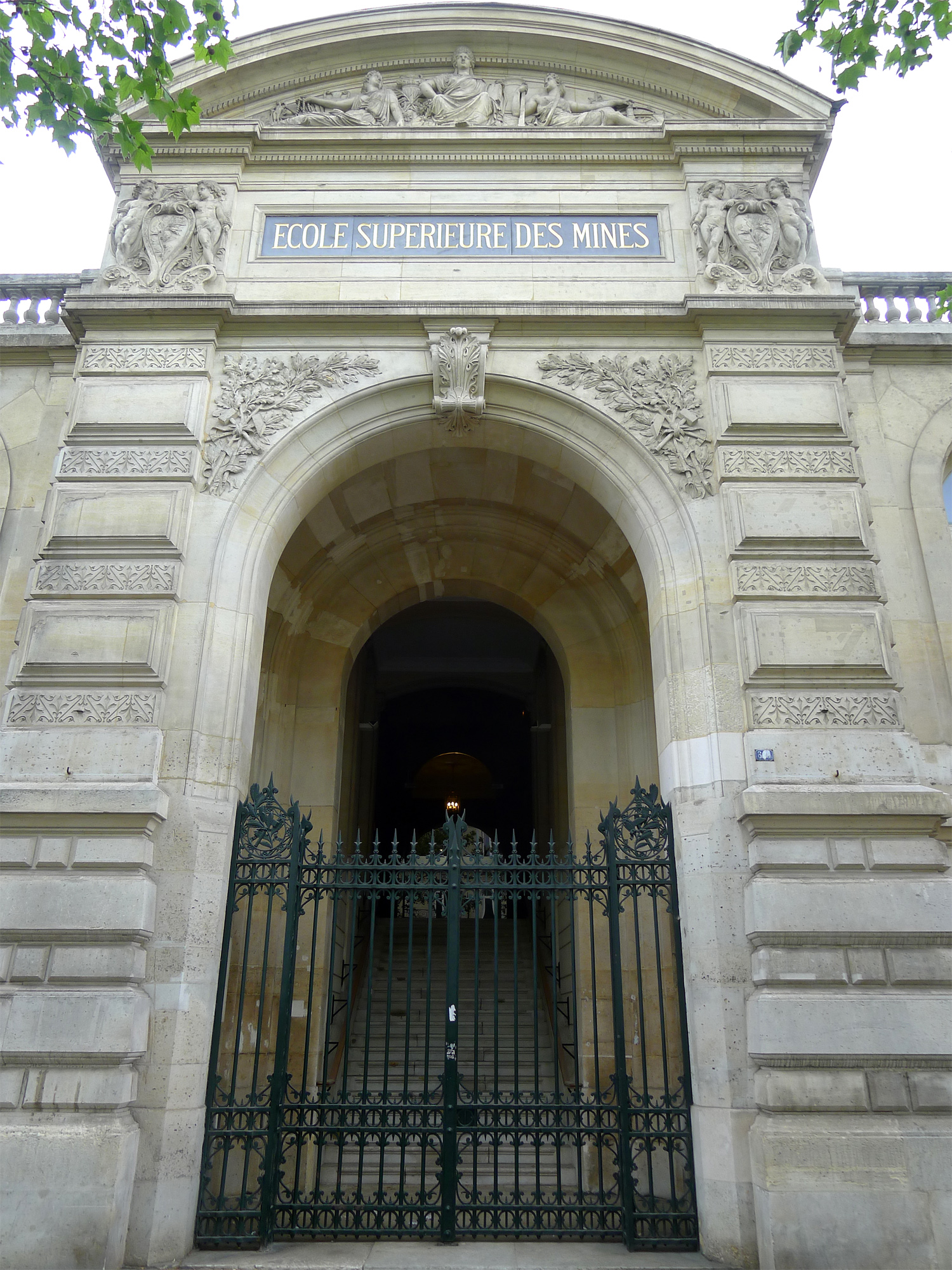
No 60 : École nationale supérieure des mines.
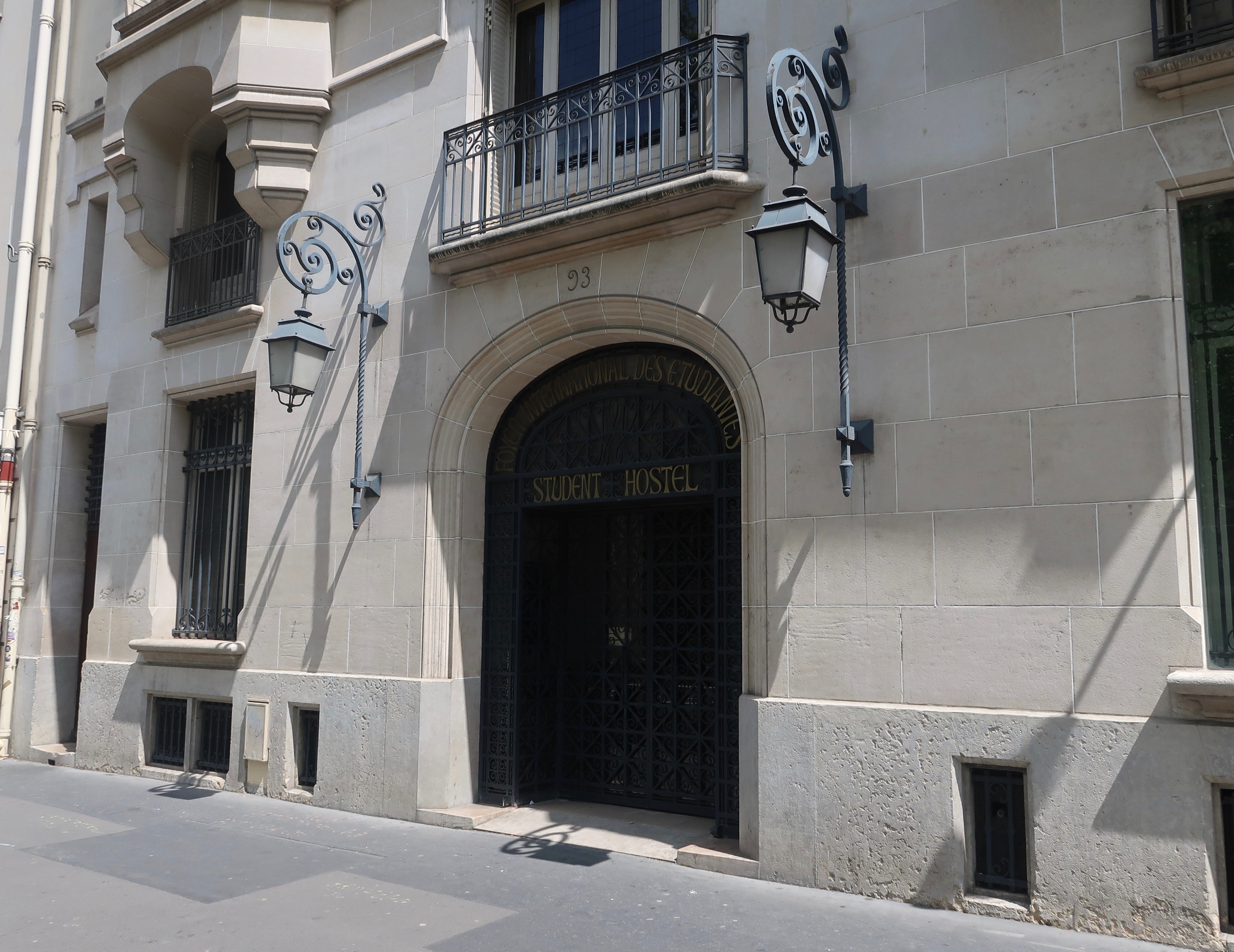
No 93 : Foyer international des étudiantes.
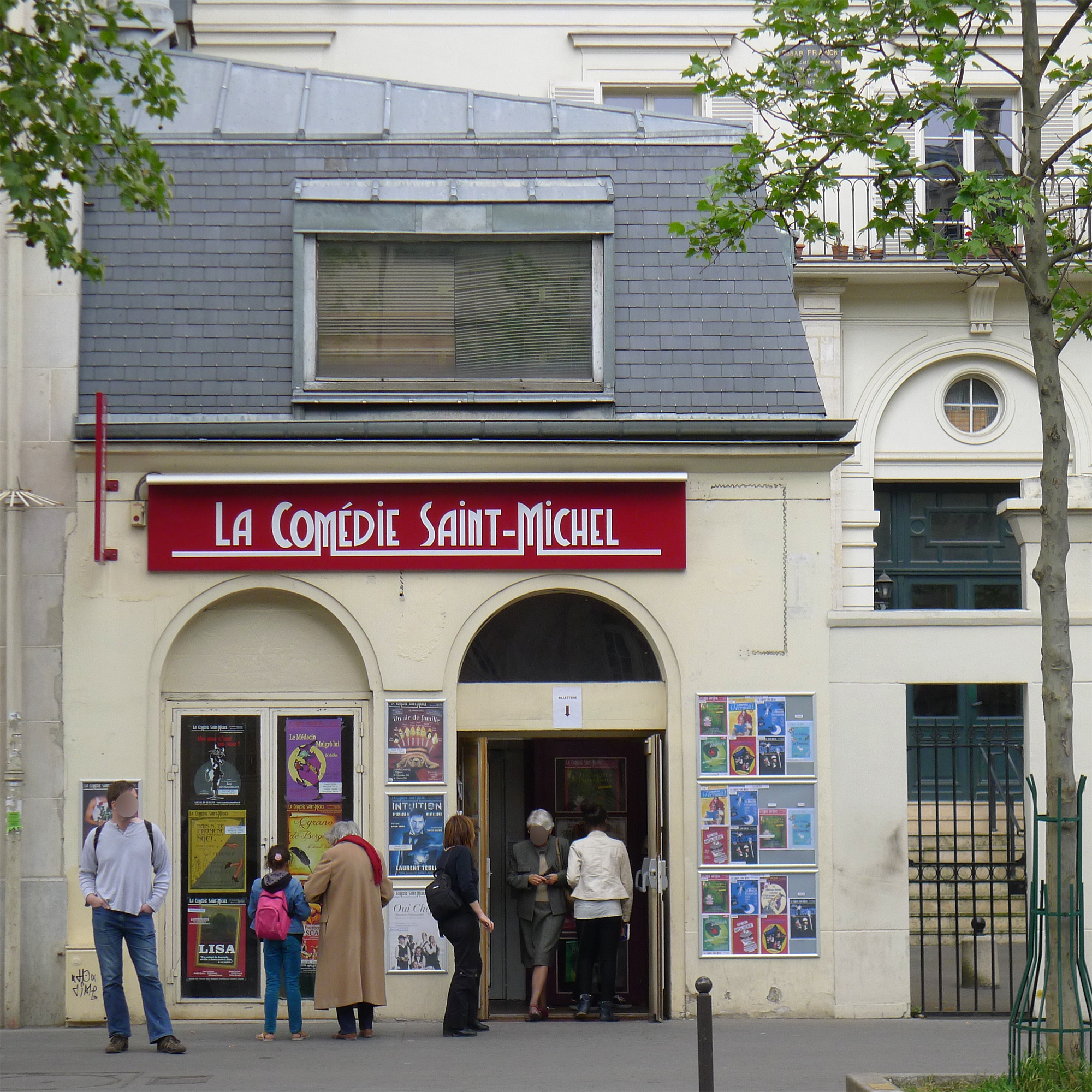
No 95 : théâtre La Comédie Saint-Michel.
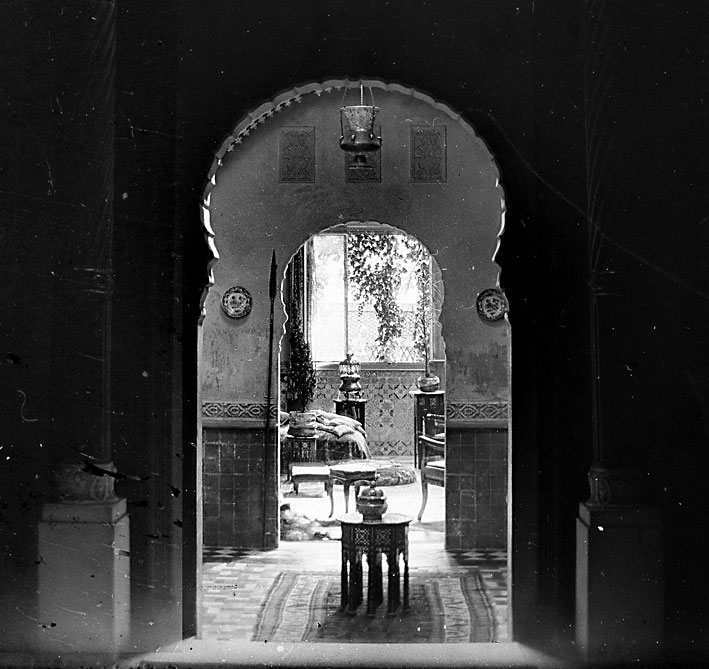
No 115 : décor orientalisant de l'atelier de Charles Cordier.
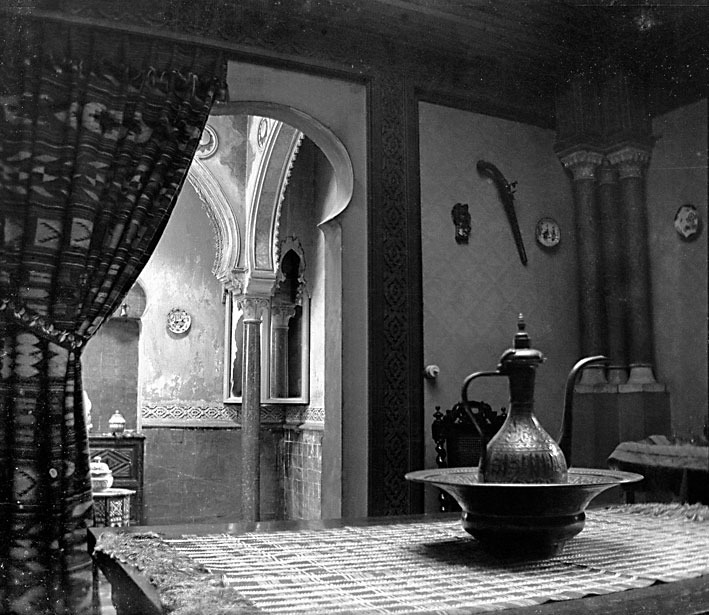
No 115 : décor orientalisant de l'atelier de Charles Cordier.
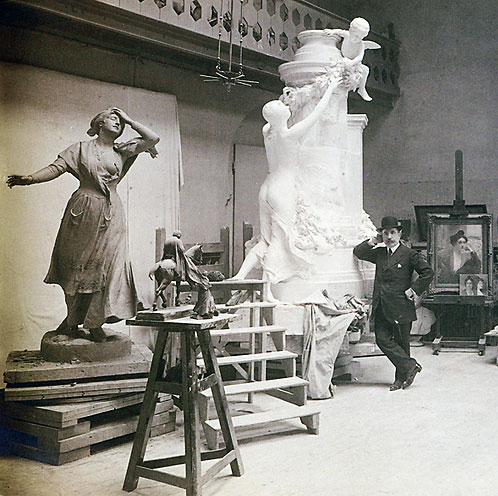
No 115 : Antonin Mercié dans son atelier en 1913.
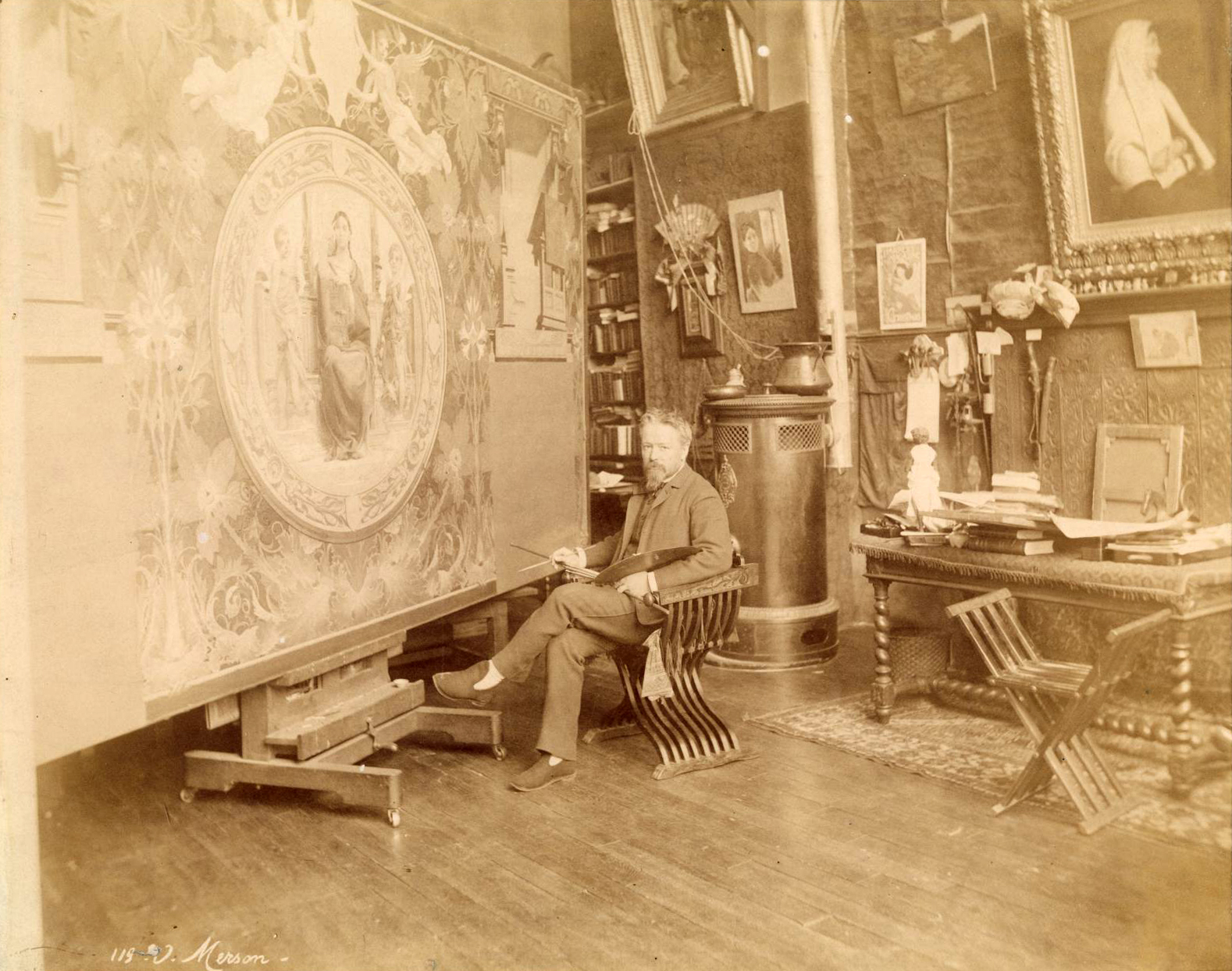
No 115 : Luc-Olivier Merson dans son atelier.
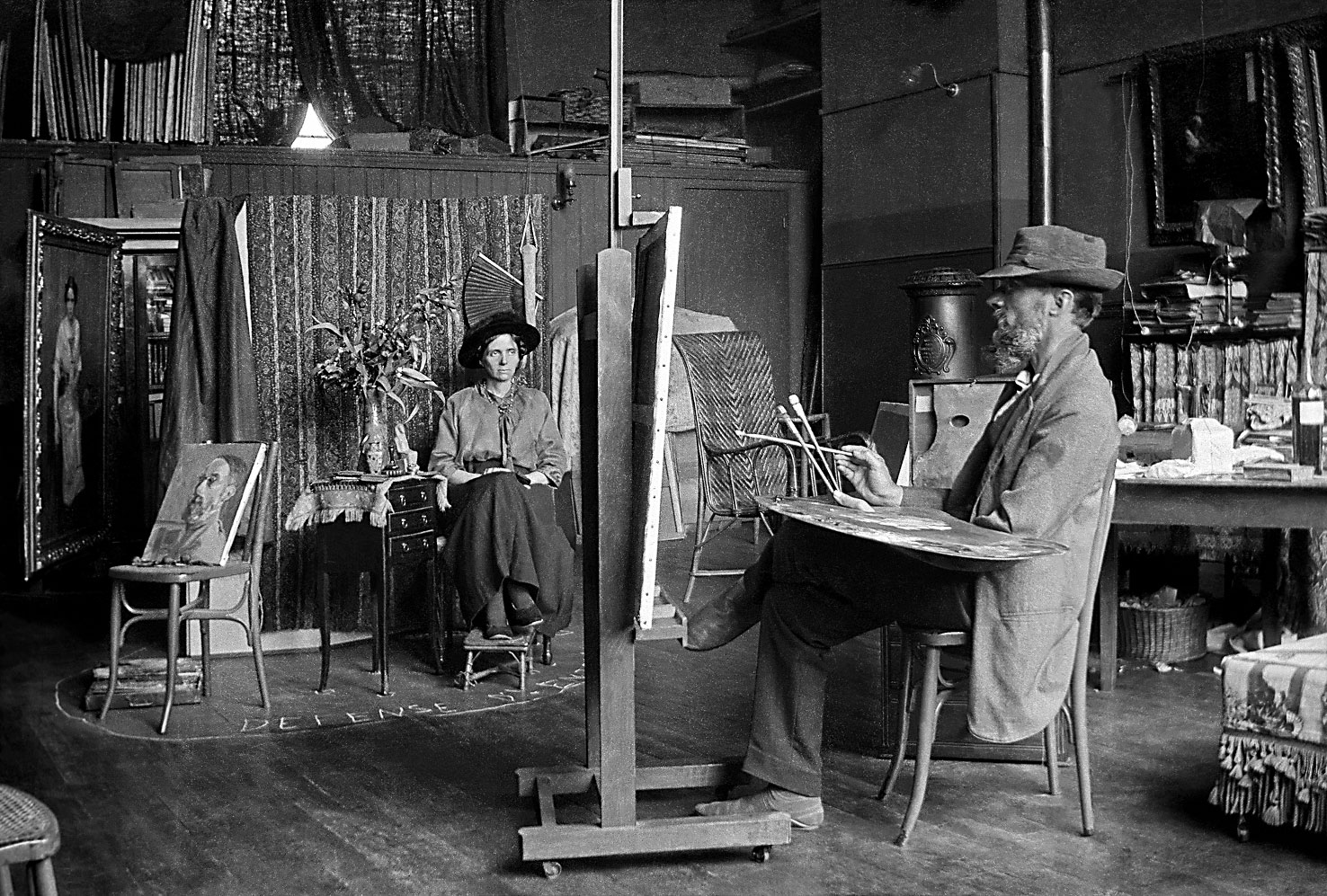
No 115 : Étienne Buffet dans son atelier, peignant sa femme Cornélie Blanchemain lors d'une permission en octobre 1916.
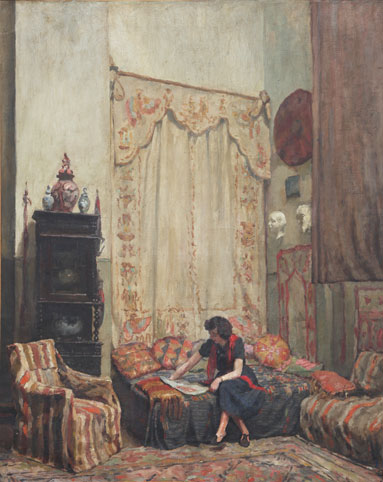
No 115 : tableau d'Étienne Buffet; Coin de l'atelier, 1940. (81 × 65 cm).
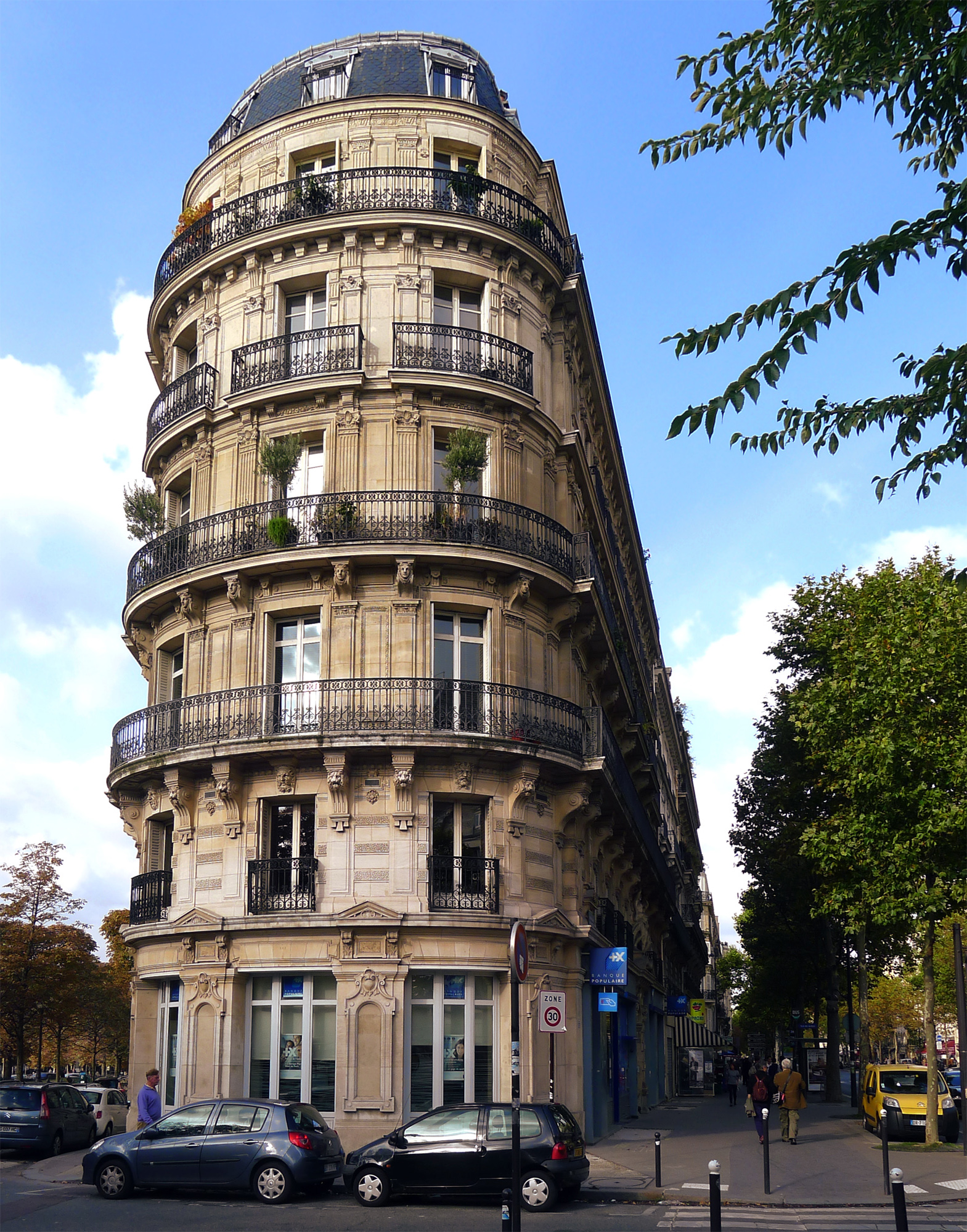
No 88 : dernier No  pair, immeuble d'angle avec l'avenue de l'Observatoire.

### Plaques commémoratives

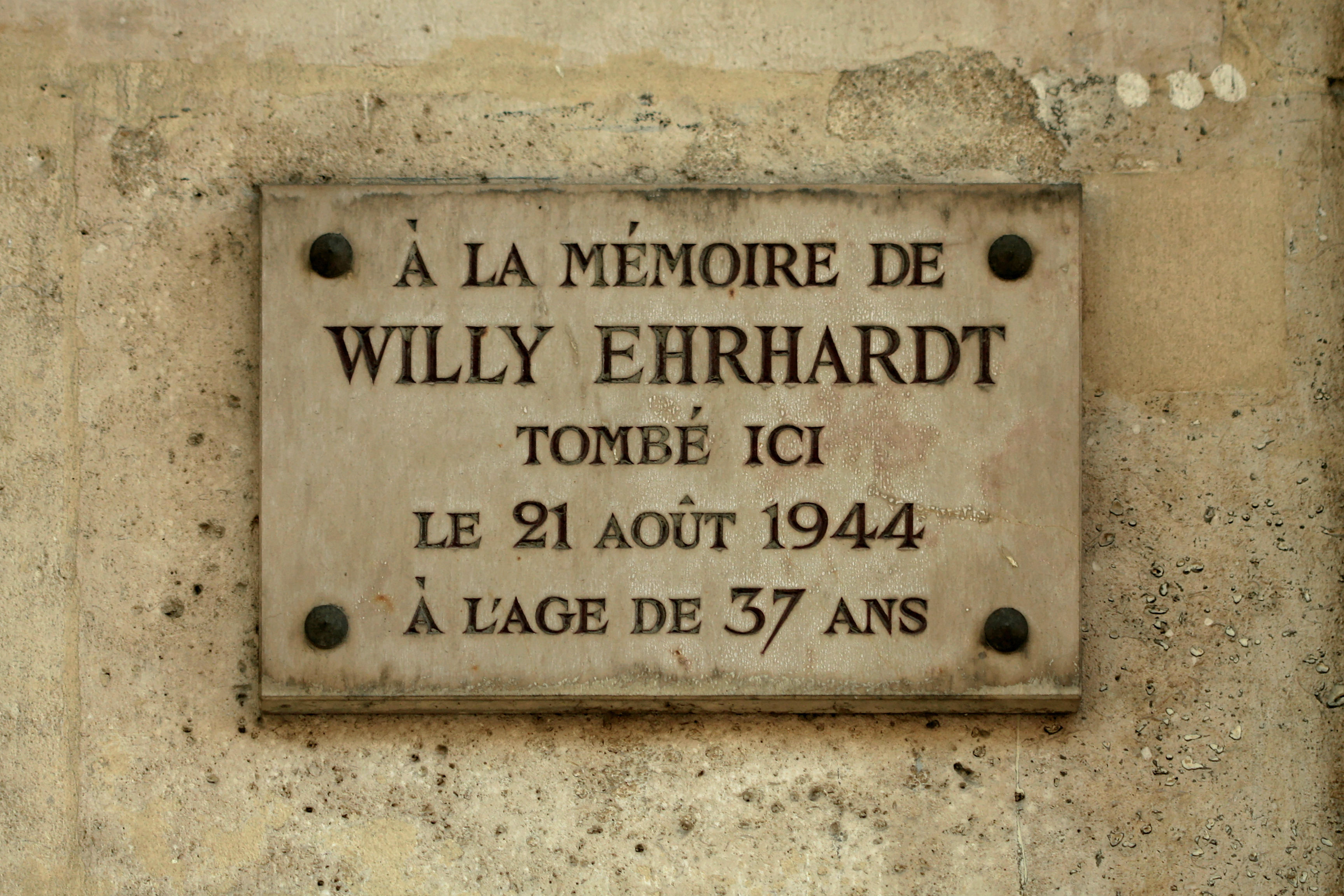
Le résistant Willy Ehrhardt est mort au no 4 pendant la Libération de Paris en 1944.
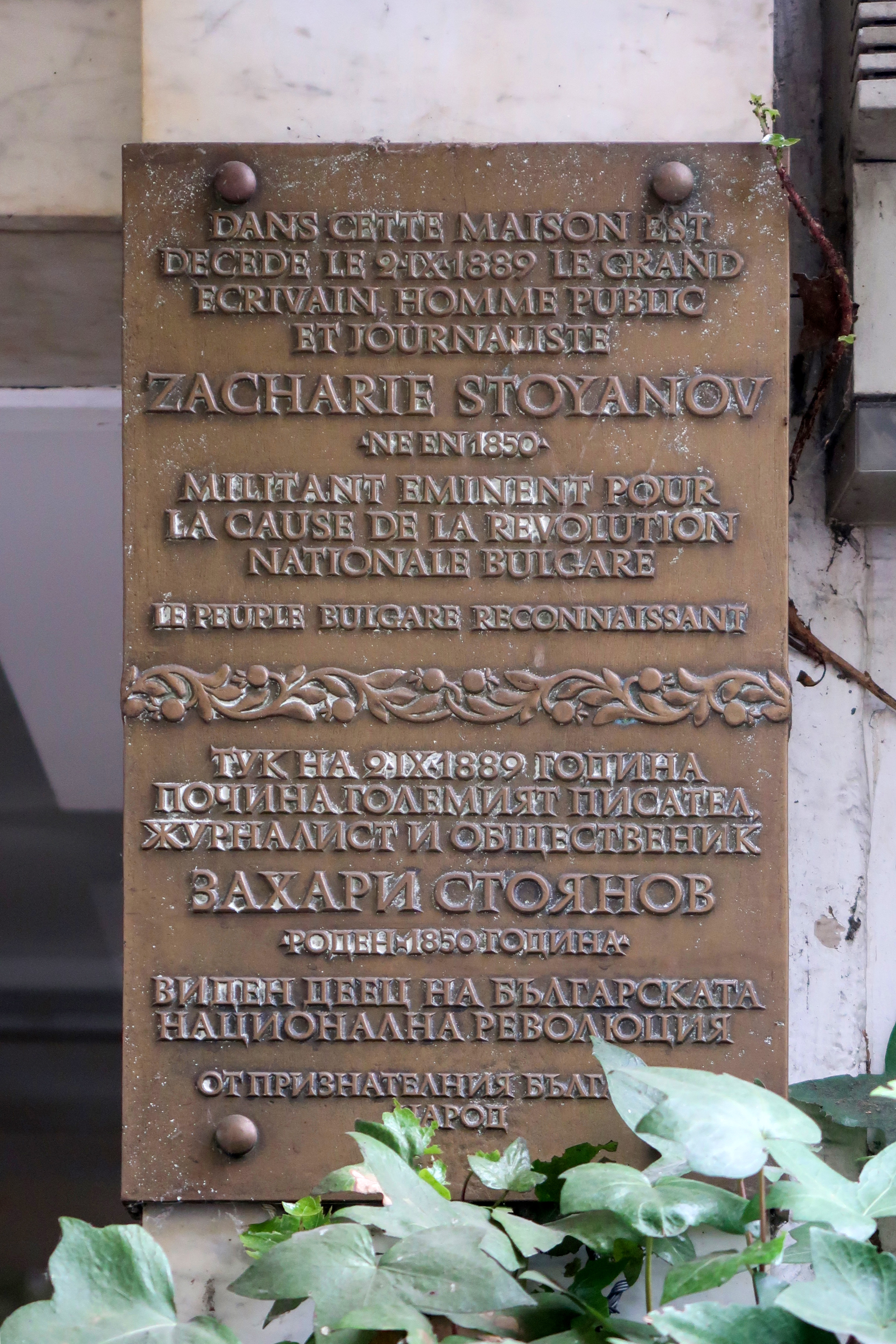
Le révolutionnaire bulgare Zahari Stoyanov mourut au no 31 en 1889.
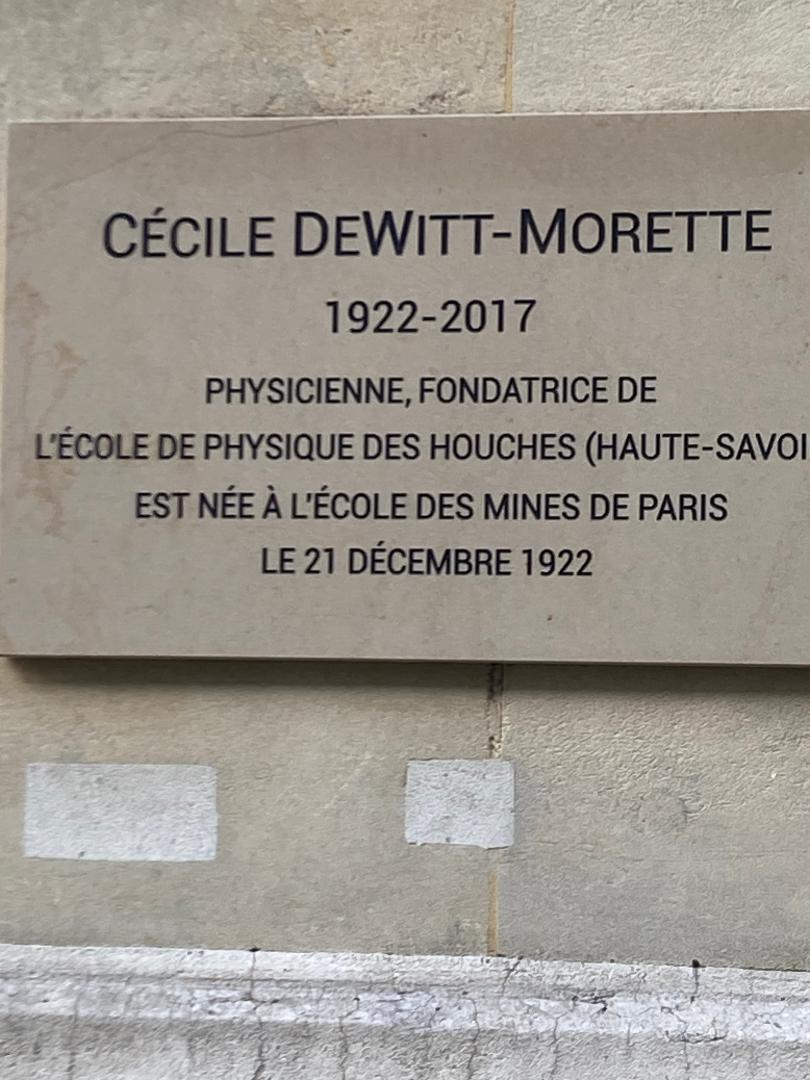
Plaque commémorative Cécile DeWitt-Morette rappelant la naissance de la physicienne à l'École nationale supérieure des mines de Paris.
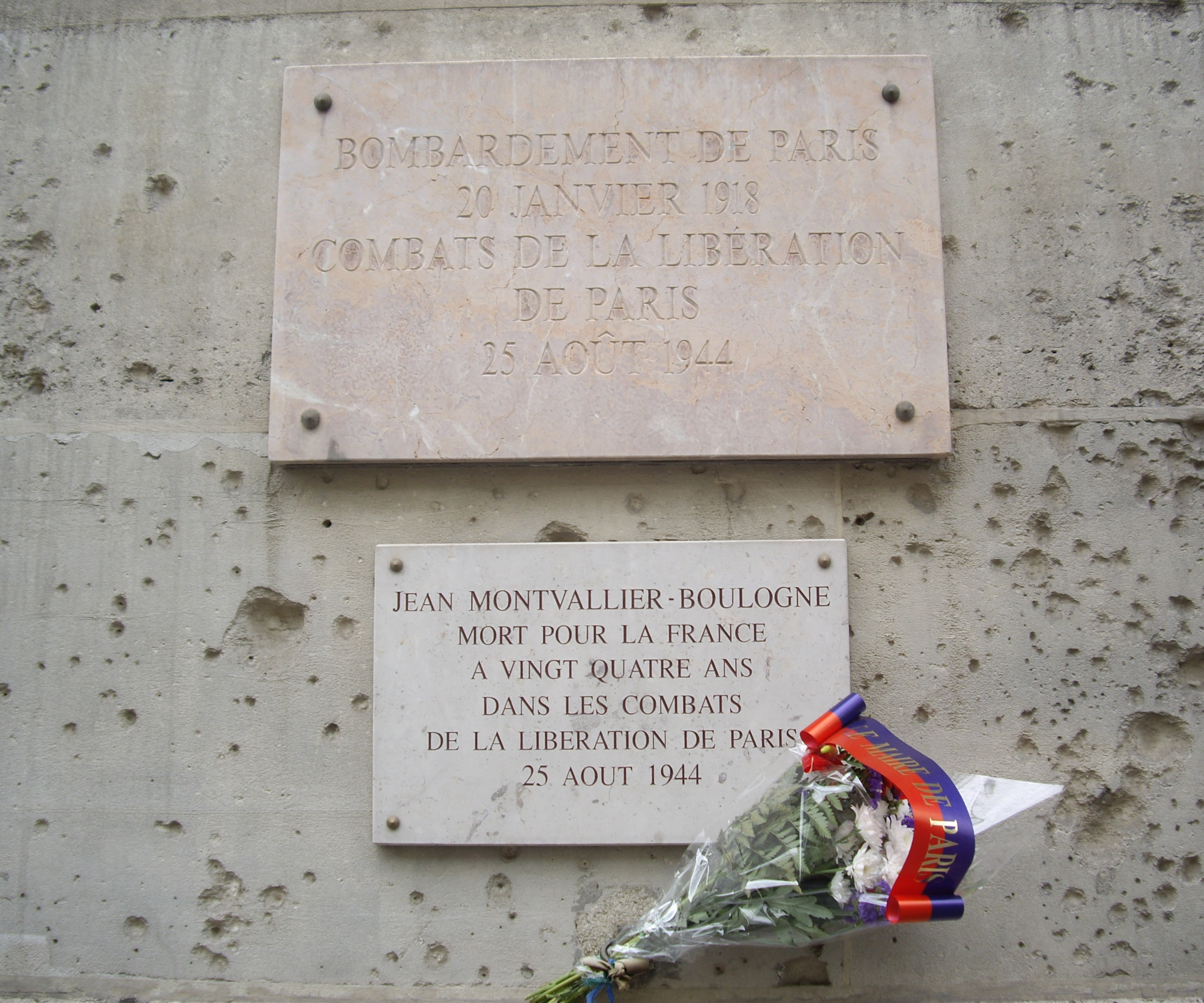
Deux plaques sur la façade de l'École des mines au no 60 en mémoire du bombardement de Paris en 1918 et de la libération de Paris en 1944.
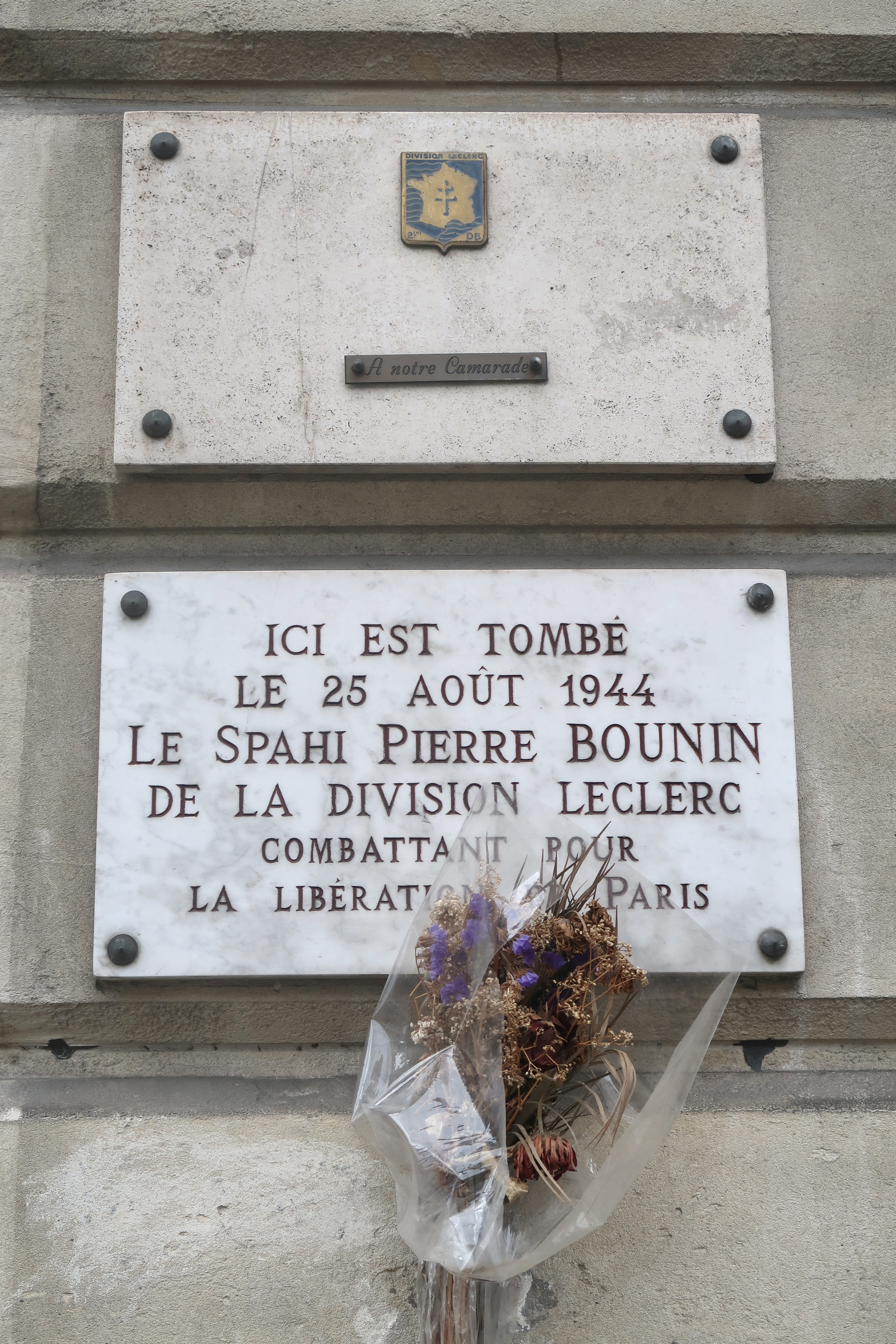
Pierre Bounin est mort au no 62 pendant la Libération de Paris.
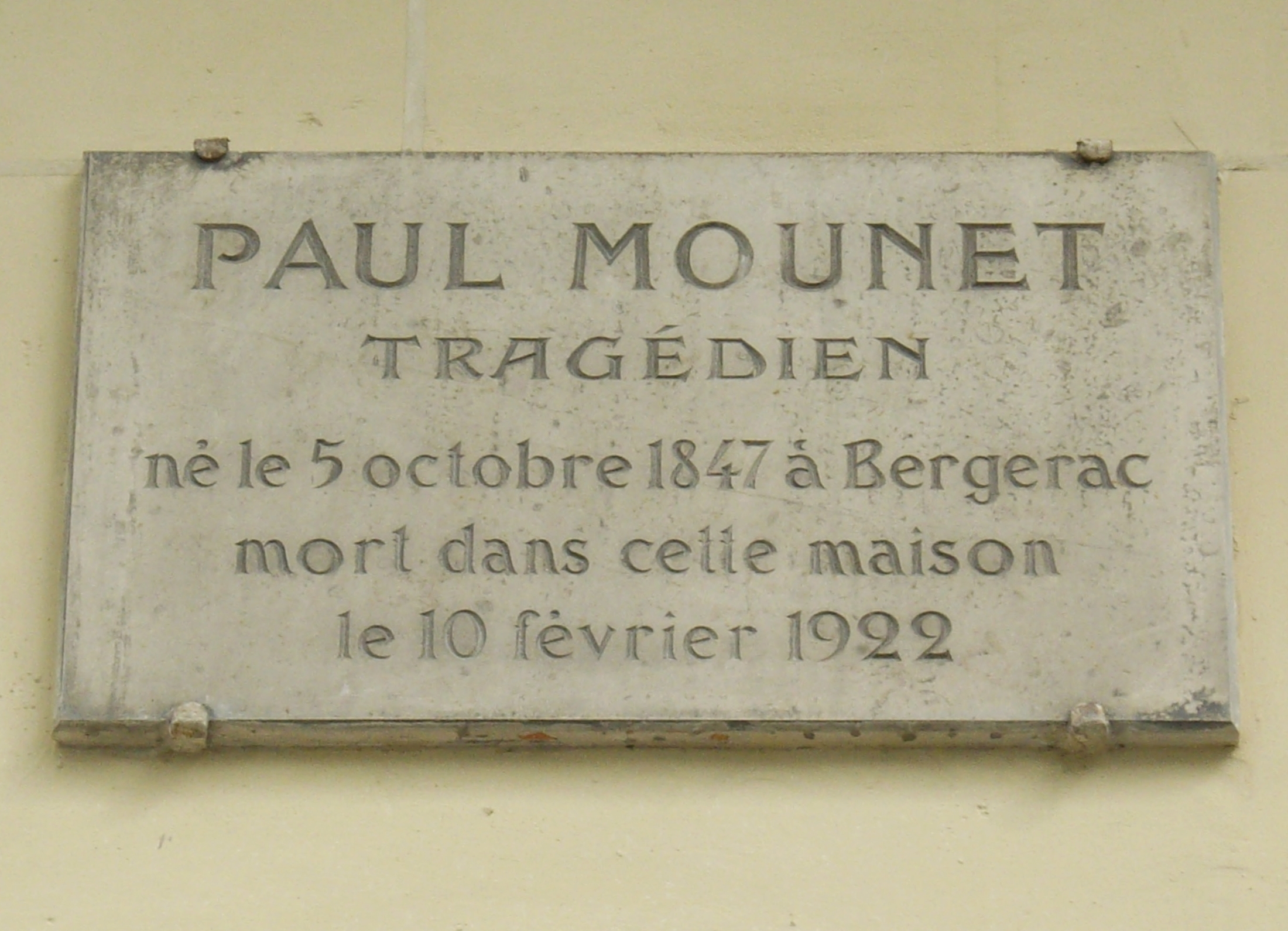
Paul Mounet mourut au no 63 en 1922.
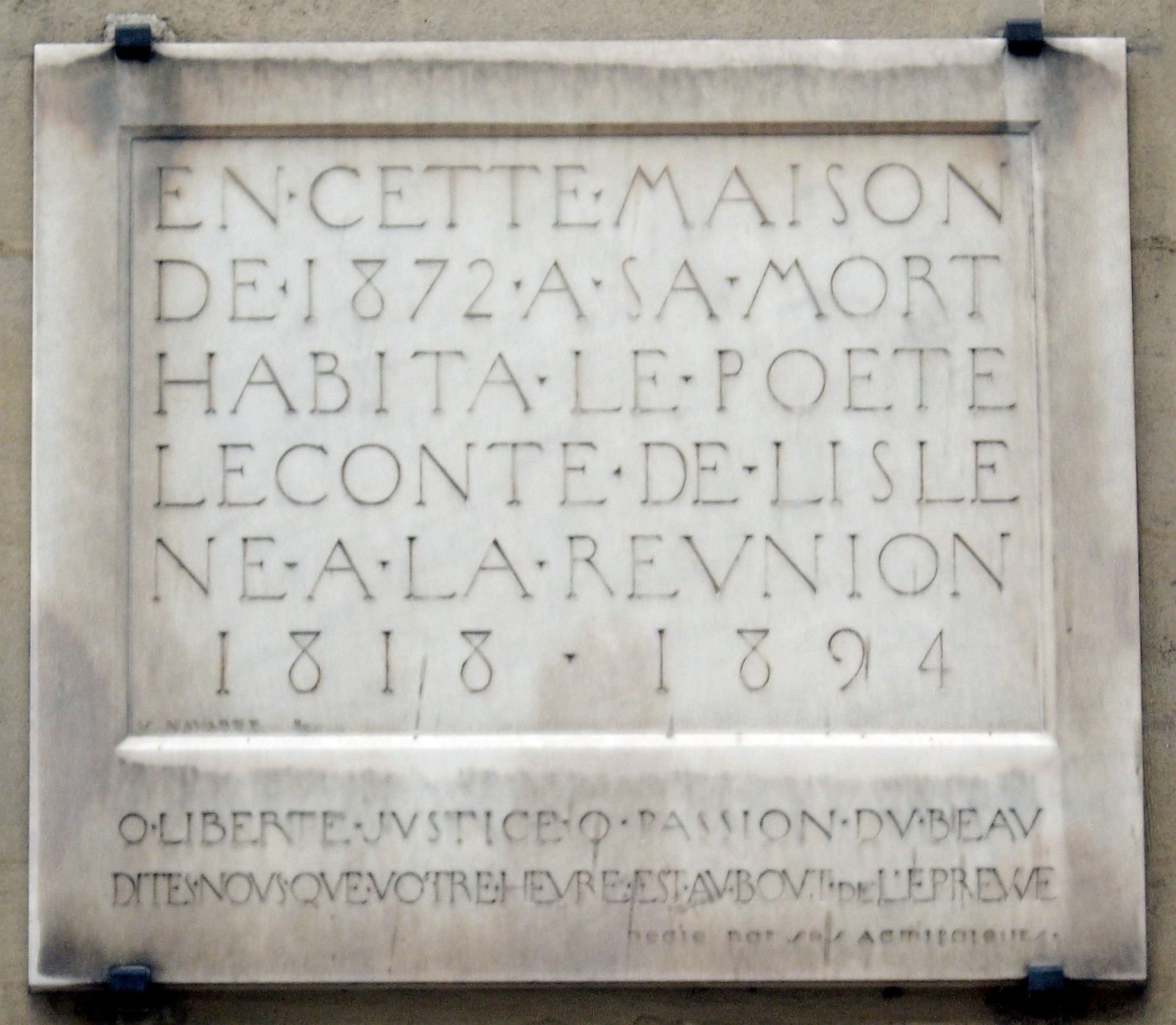
Leconte de Lisle habita au no 64 de 1872 à sa mort en 1892.
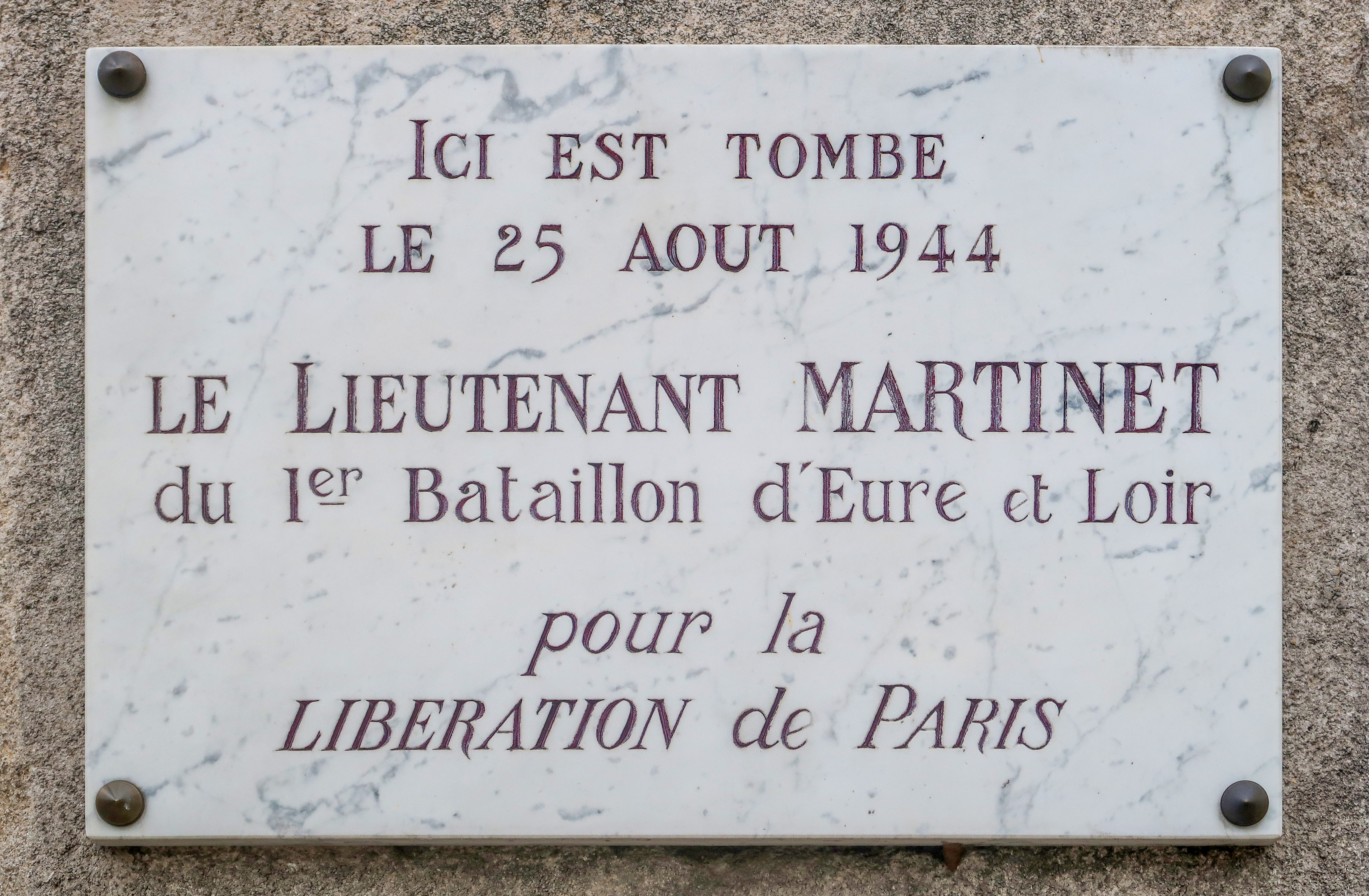
Le lieutenant Martinet est mort au croisement avec la rue Auguste-Comte pendant la Libération de Paris.
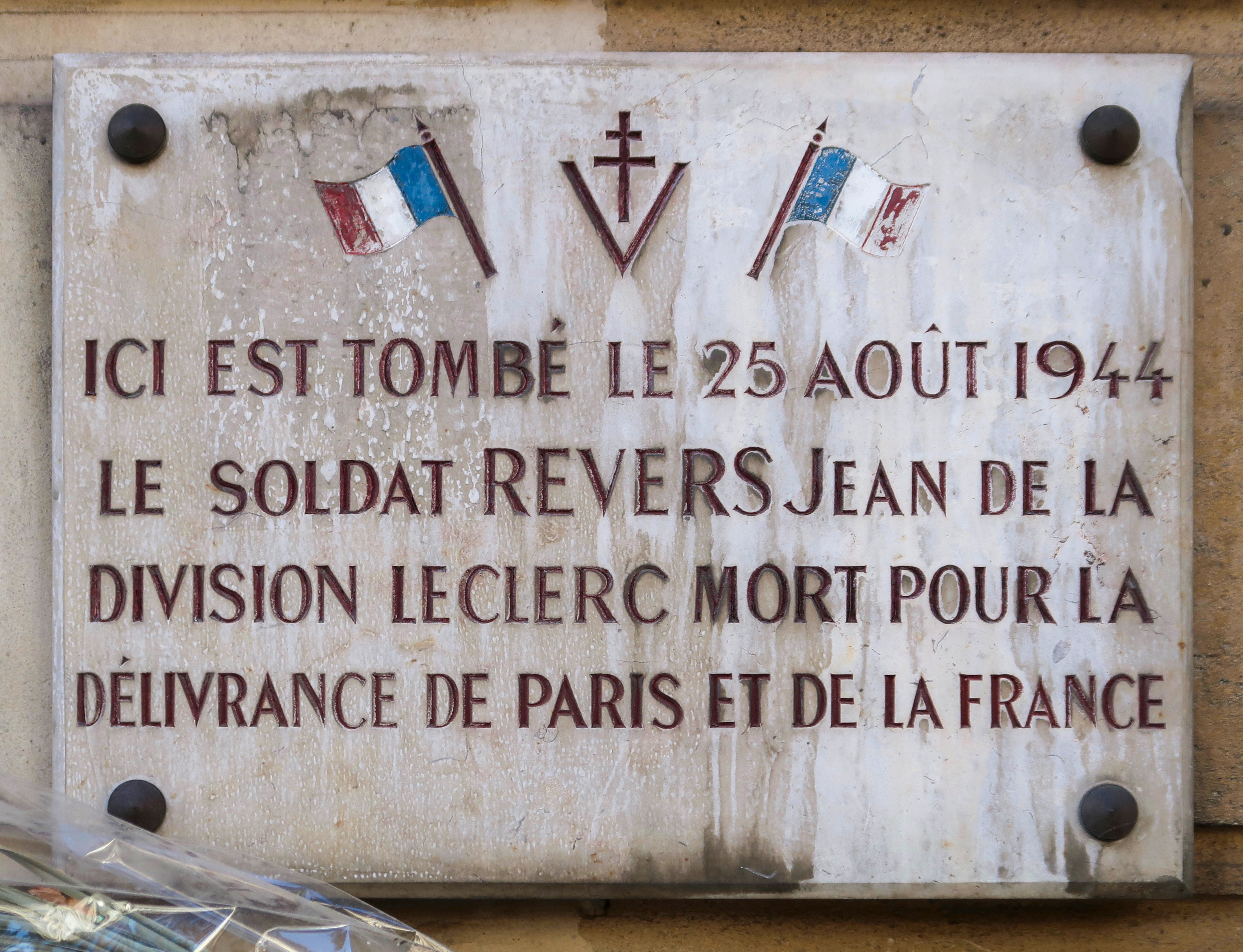
Le résistant est Jean Revers mort au no 66 pendant la Libération de Paris.
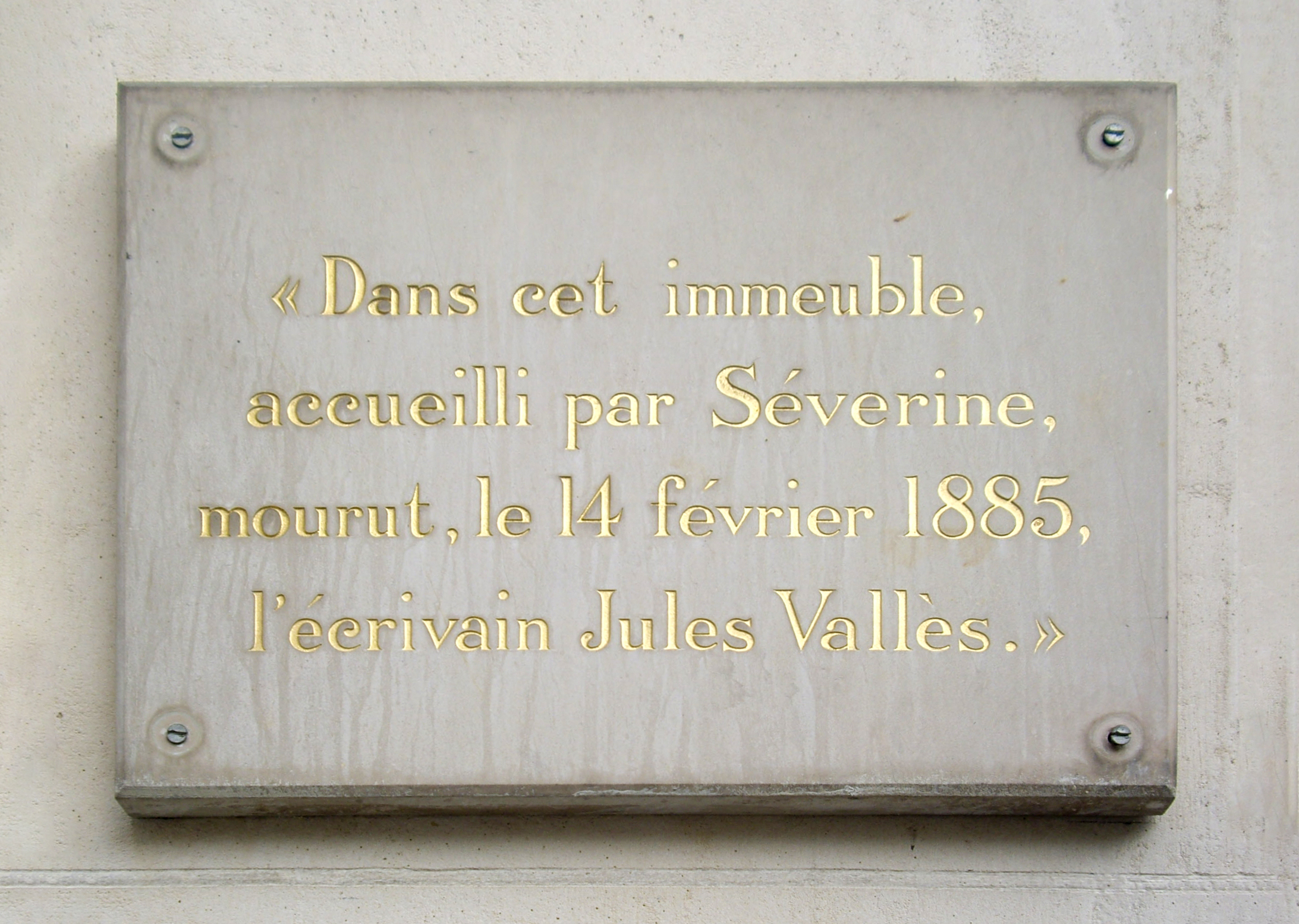
Jules Vallès mourut au no 77 en 1885.
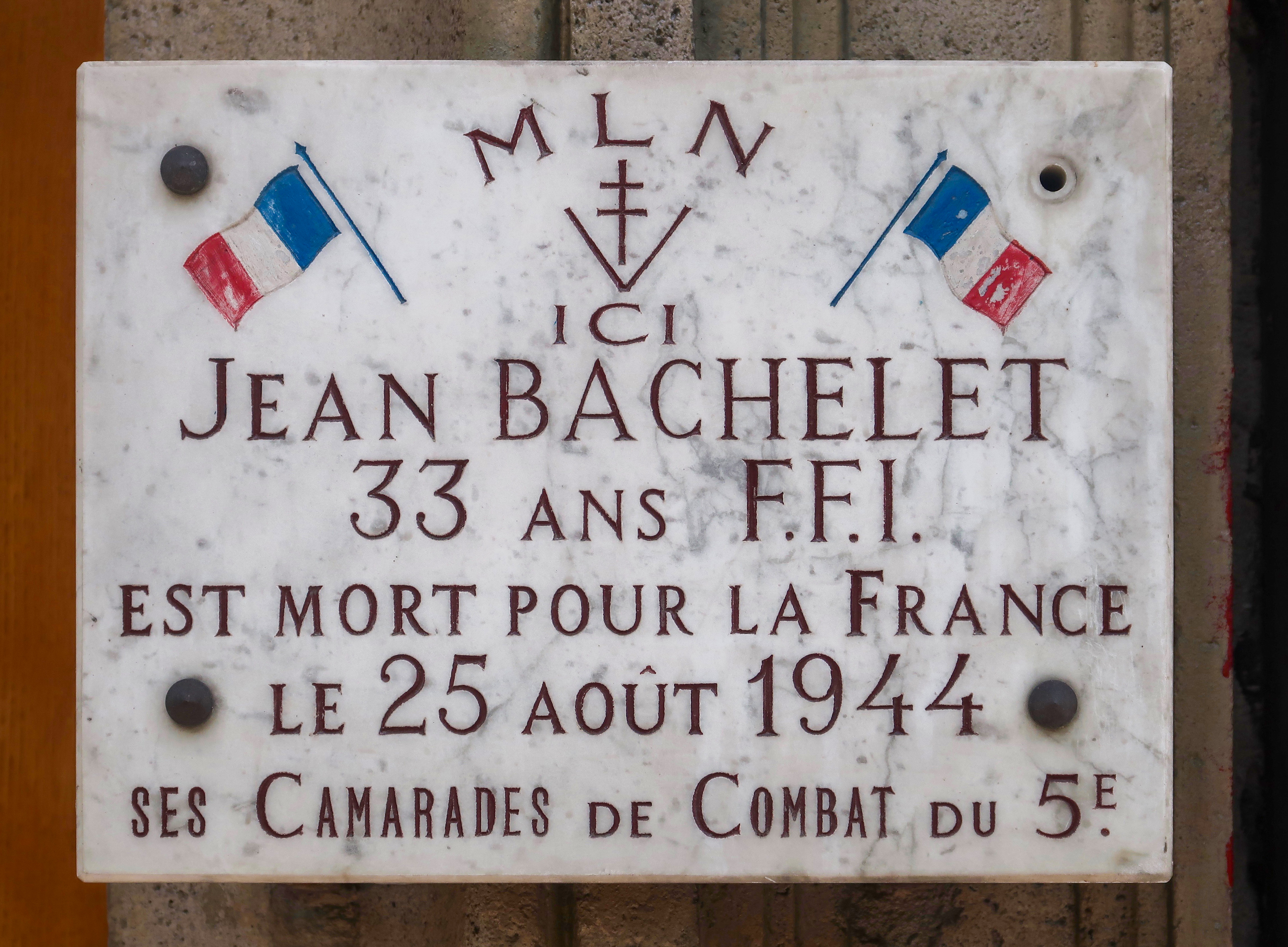
Plaque au no 79 commémorant la mort du FFI Jean Bachelet en 1944.
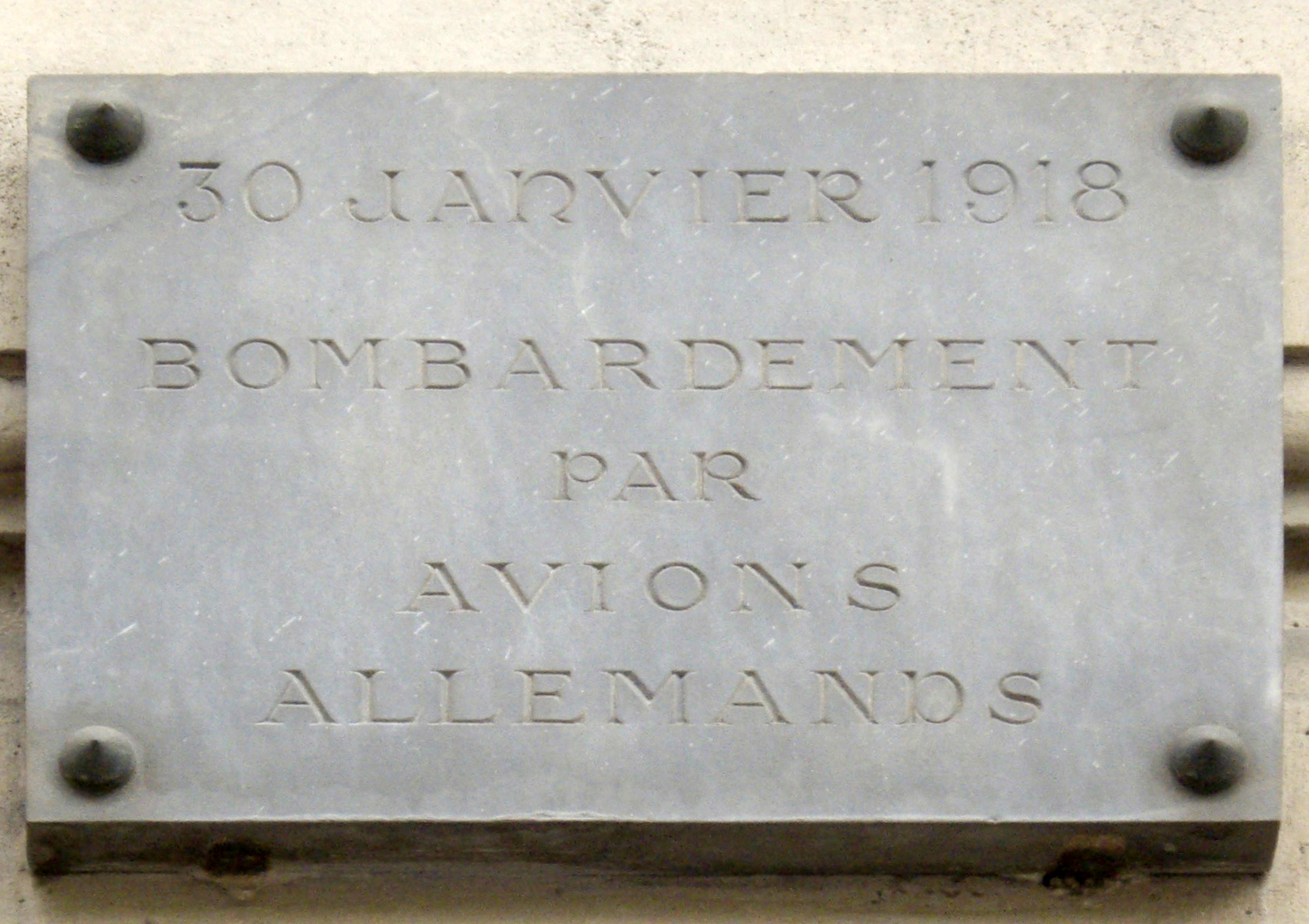
Plaque au no 81 en souvenir d'un bombardement aérien allemand en 1918.
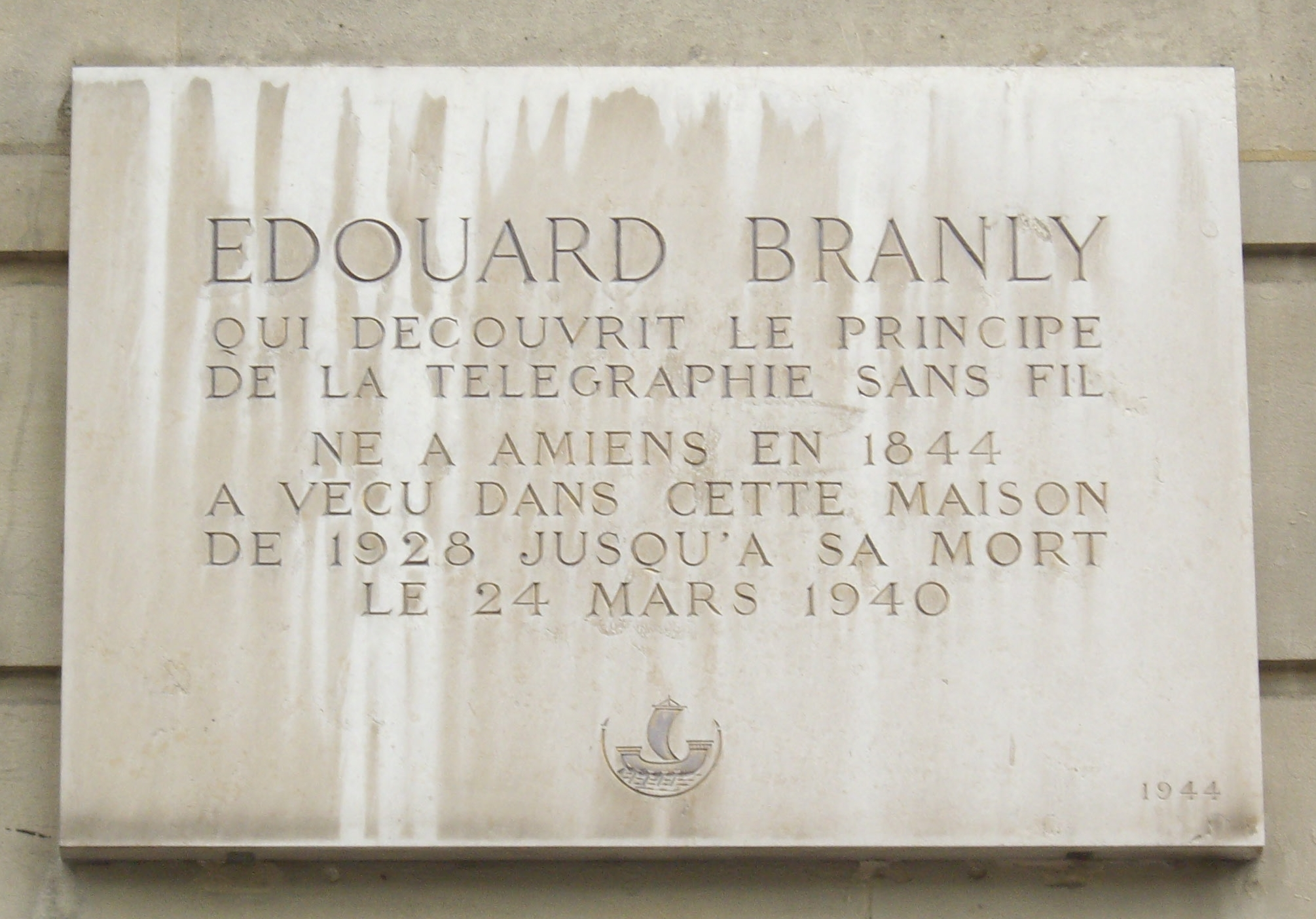
Édouard Branly résida au no 87 de 1928 à sa mort en 1940.
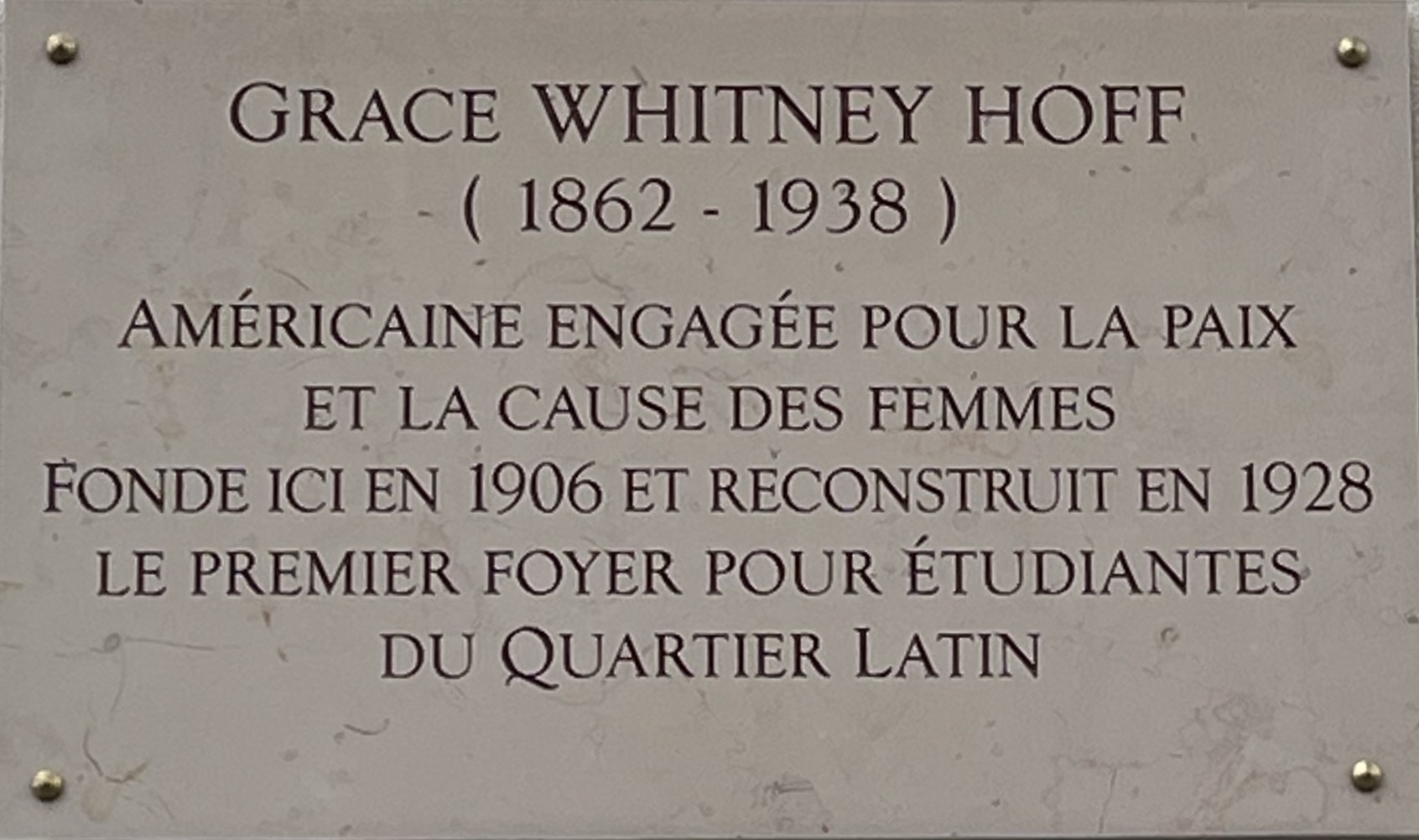
Grace Whitney Hoff est la fondatrice du Foyer international des étudiantes, au no 93.
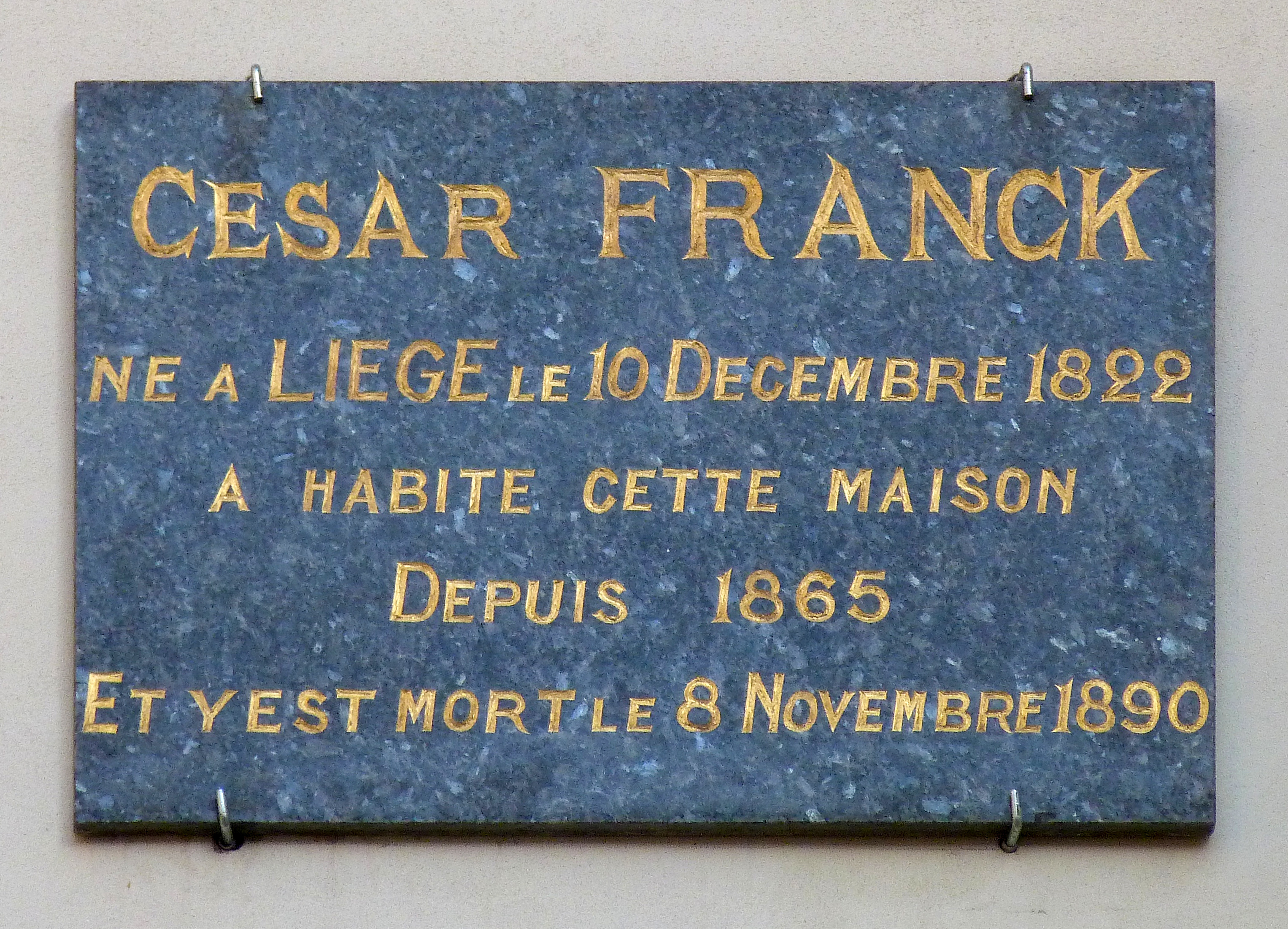
César Franck habita au no 95 de 1865 jusqu'à sa mort en 1890.
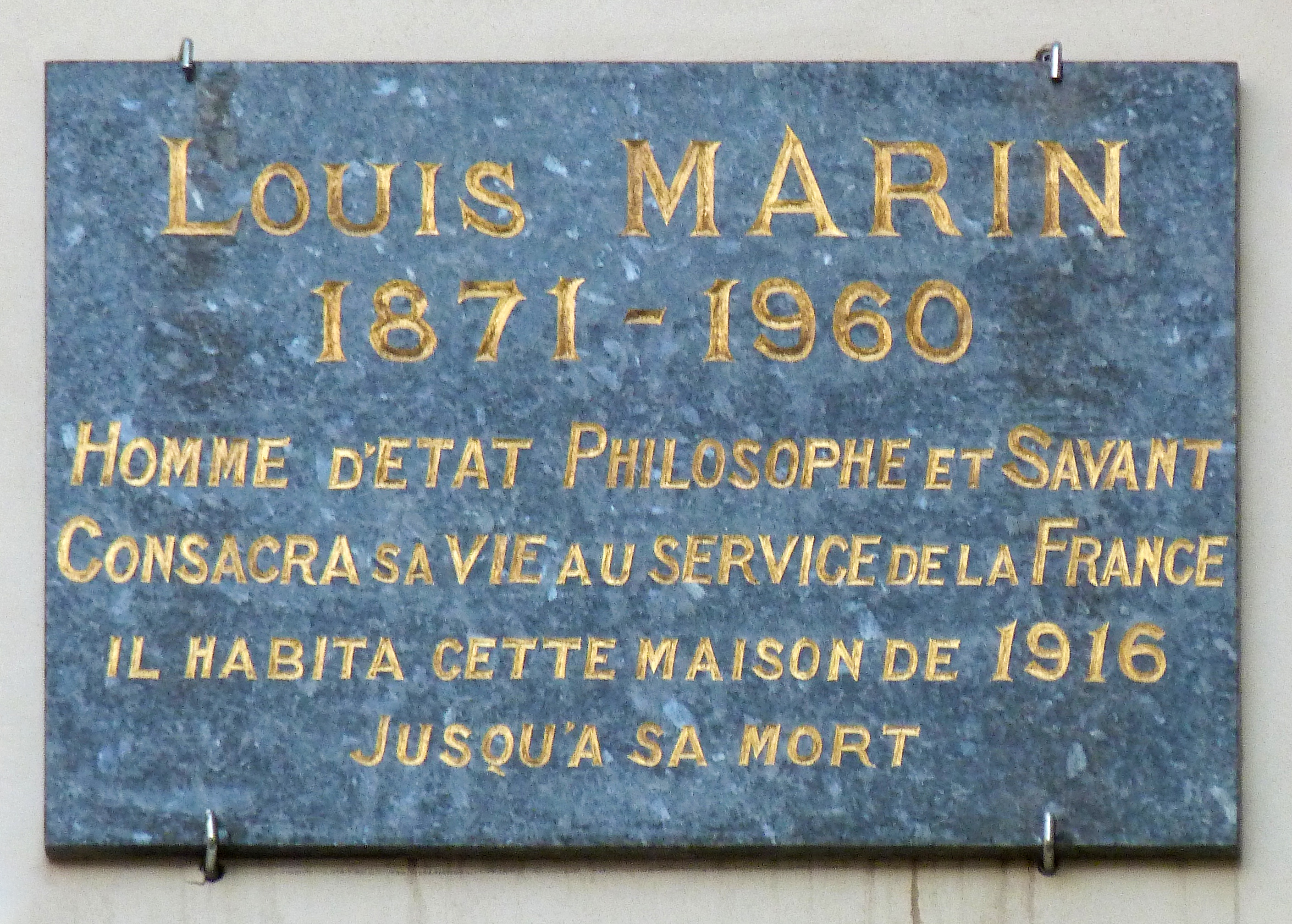
Le philosophe et homme politique Louis Marin habite au no 95 de 1916 jusqu'à sa mort en 1960.
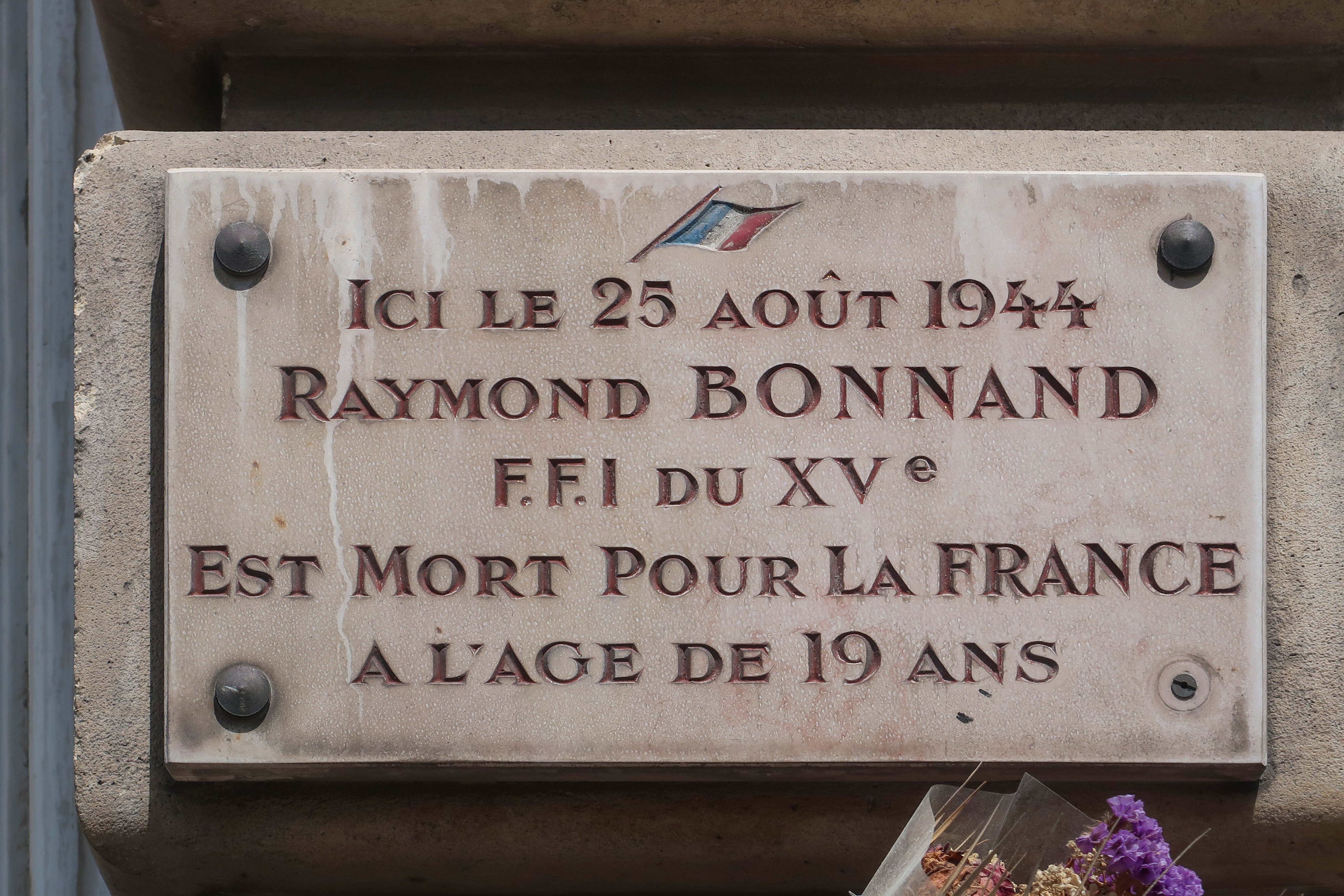
Plaque no 105 commémorant la mort du FFI Raymond Bonnand en 1944.